# 萬福寺
萬福寺（まんぷくじ）は、京都府宇治市にある黄檗宗の大本山の寺院。山号は黄檗山。本尊は釈迦如来。日本の近世以前の仏教各派の中では最も遅れて開宗した黄檗宗の中心寺院で、明出身の僧隠元隆琦を開山に請じて建てられた。建物や仏像の様式、儀式作法から精進料理に至るまで中国風で、日本の一般的な仏教寺院とは異なった景観を有する。

## 歴史

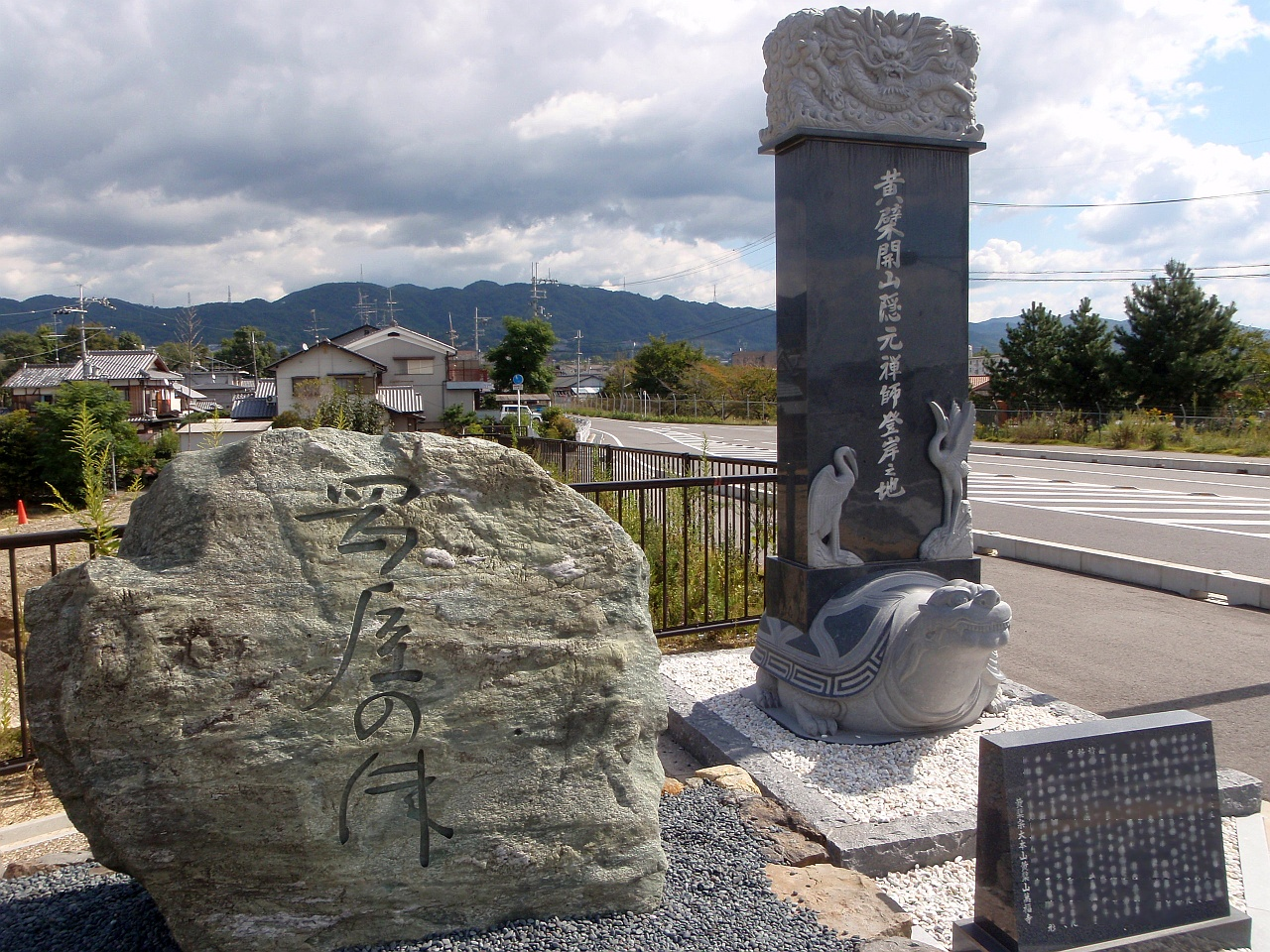
隠元隆琦の上陸地に建つ記念碑（右） - 京都府宇治市

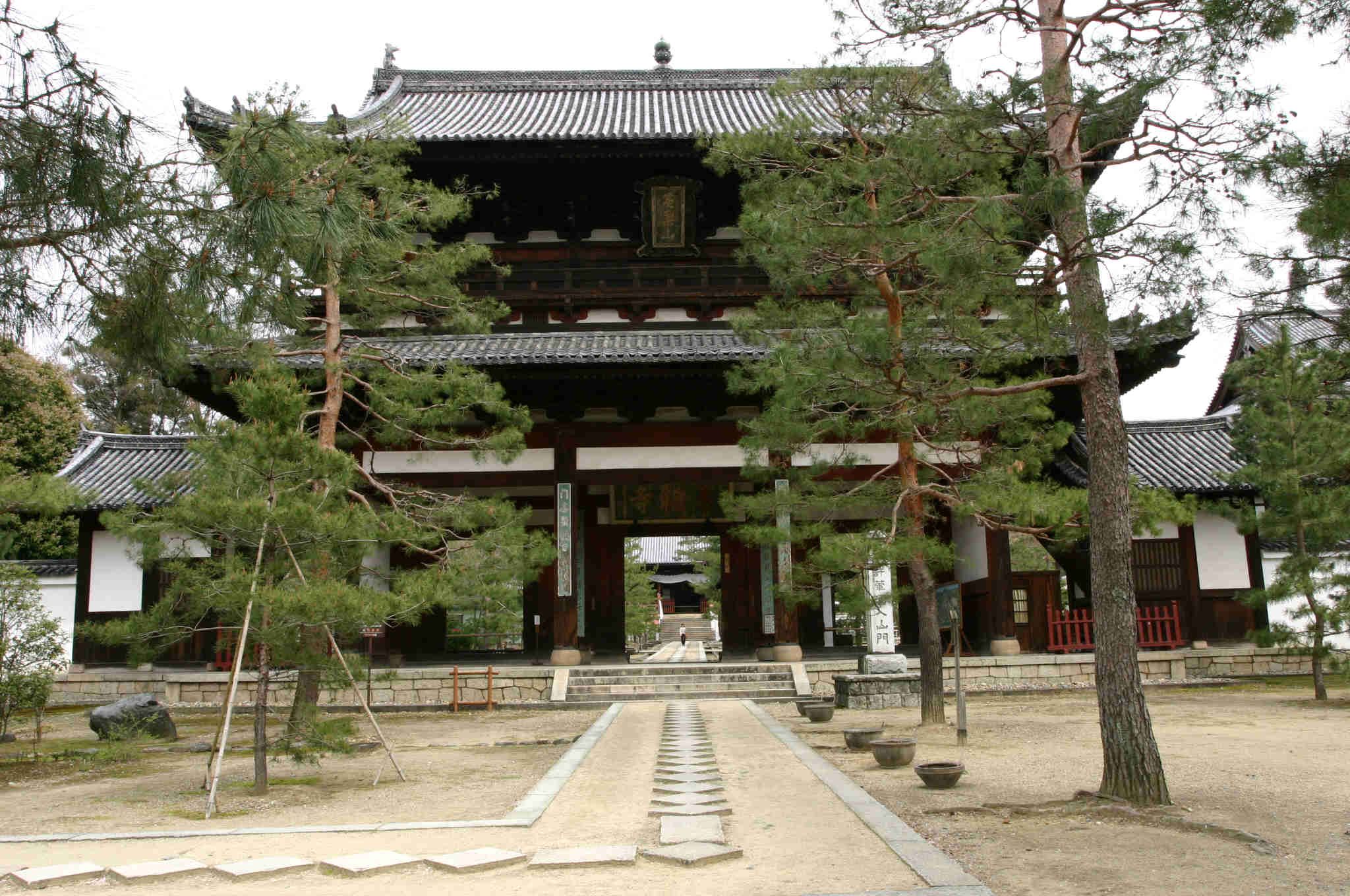
三門

開山・隠元隆琦は明の万暦20年（1592年）、福建省福州府に生まれた。29歳で仏門に入り、46歳の時、故郷の黄檗山萬福寺の住職となる。隠元は当時明においても高名な僧で、その名声は日本にも届いていた。
隠元が招かれて来日するのは明暦順治11年、日本の承応3年（1654年）、63歳の時である。当時の日本は鎖国政策を取り、海外との行き来は非常に限られていたが、長崎の港のみは開かれ、明人が居住し、崇福寺、興福寺のような唐寺（中国式の寺院）が建てられていた。隠元は長崎・興福寺の僧逸然性融らの招きに応じて来日したものである。はじめ、逸然が招いた僧は、隠元の弟子である也嬾性圭（やらんしょうけい）という僧であったが、也嬾の乗った船は遭難し、彼は帰らぬ人となってしまった。そこで逸然は也嬾の師であり、日本でも名の知られていた隠元を招くこととした。隠元は高齢を理由に最初は渡日を辞退したが、日本側からたびたび招請があり、また、志半ばで亡くなった弟子・也嬾性圭の遺志を果たしたいとの思いもあり、ついに渡日を決意する。
承応3年（1654年）、30名の弟子とともに来日した隠元は、はじめ長崎の興福寺、次いで摂津国富田（現・大阪府高槻市）の普門寺に住した。隠元は明に残してきた弟子たちには「3年後には帰国する」という約束をしていた。来日3年目になると、明の弟子や支援者たちから隠元の帰国を要請する手紙が多数届き、隠元本人も帰国を希望したが、元妙心寺住持の龍渓性潜をはじめとする日本側の信奉者たちは、隠元が日本に留まることを強く希望し、その旨を江戸幕府にも働きかけている。万治元年（1658年）、隠元は江戸へおもむき、第4代将軍徳川家綱に拝謁している。家綱も隠元に帰依し、翌万治3年（1660年）には幕府によって山城国宇治にあった近衛家の所領で、後水尾天皇生母中和門院の大和田御殿があった地を与えられ、隠元の為に新しい寺が建てられることになった。ここに至って隠元も日本に留まることを決意し、当初3年間の滞在で帰国するはずであったのが、結局日本に骨を埋めることとなった。
寺は故郷福州の寺と同名の黄檗山萬福寺と名付けられ、寛文元年（1661年）に開創され、造営工事は将軍や諸大名の援助を受けて延宝7年（1679年）頃にほぼ完成した。
黄檗宗大本山である萬福寺の建築は明時代末期頃の様式で造られ、境内は日本の多くの寺院とは異なった空間を形成している。また、多くの仏像が来日して長崎にいた清の仏師・范道生の作であり、大陸風である。寺内で使われる言葉、儀式の作法なども明朝風に行われる為、現在でも中国色が色濃く残っている。本寺の精進料理は普茶料理と呼ばれる中国風のもので、植物油を多く使い、大皿に盛って取り分けて食べるのが特色である。萬福寺は煎茶道の祖・売茶翁ゆかりの寺としても知られる。隠元と弟子の木庵性瑫、即非如一はいずれも書道の達人で、これら3名を「黄檗の三筆」と称する。このように、隠元の来日と萬福寺の開創によって、新しい禅がもたらされただけでなく、さまざまな中国文化が日本にもたらされた。隠元の名に由来するインゲンマメのほか、孟宗竹、スイカ、レンコンなどをもたらしたのも隠元だといわれている。

## 境内

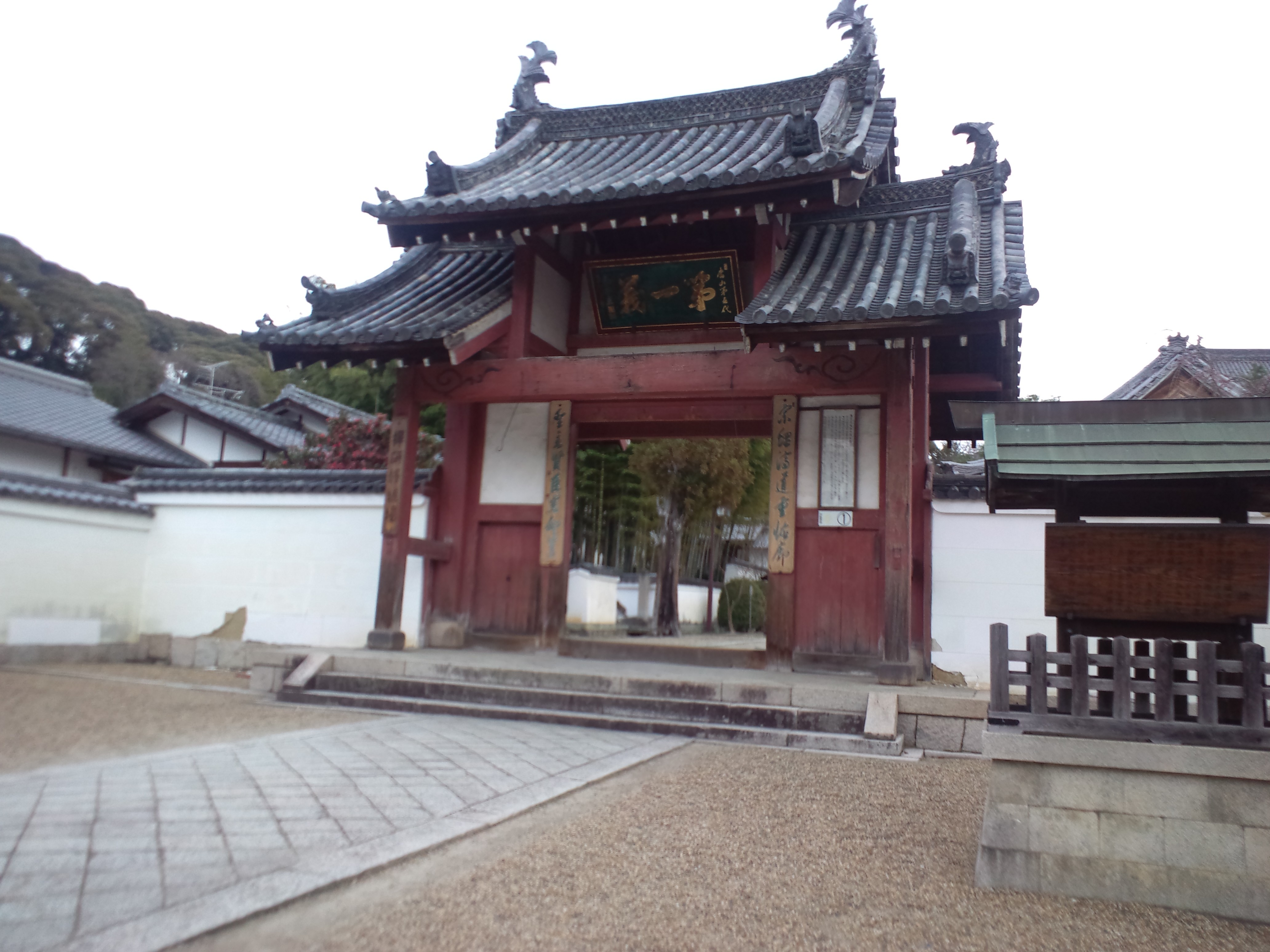
総門（重要文化財）

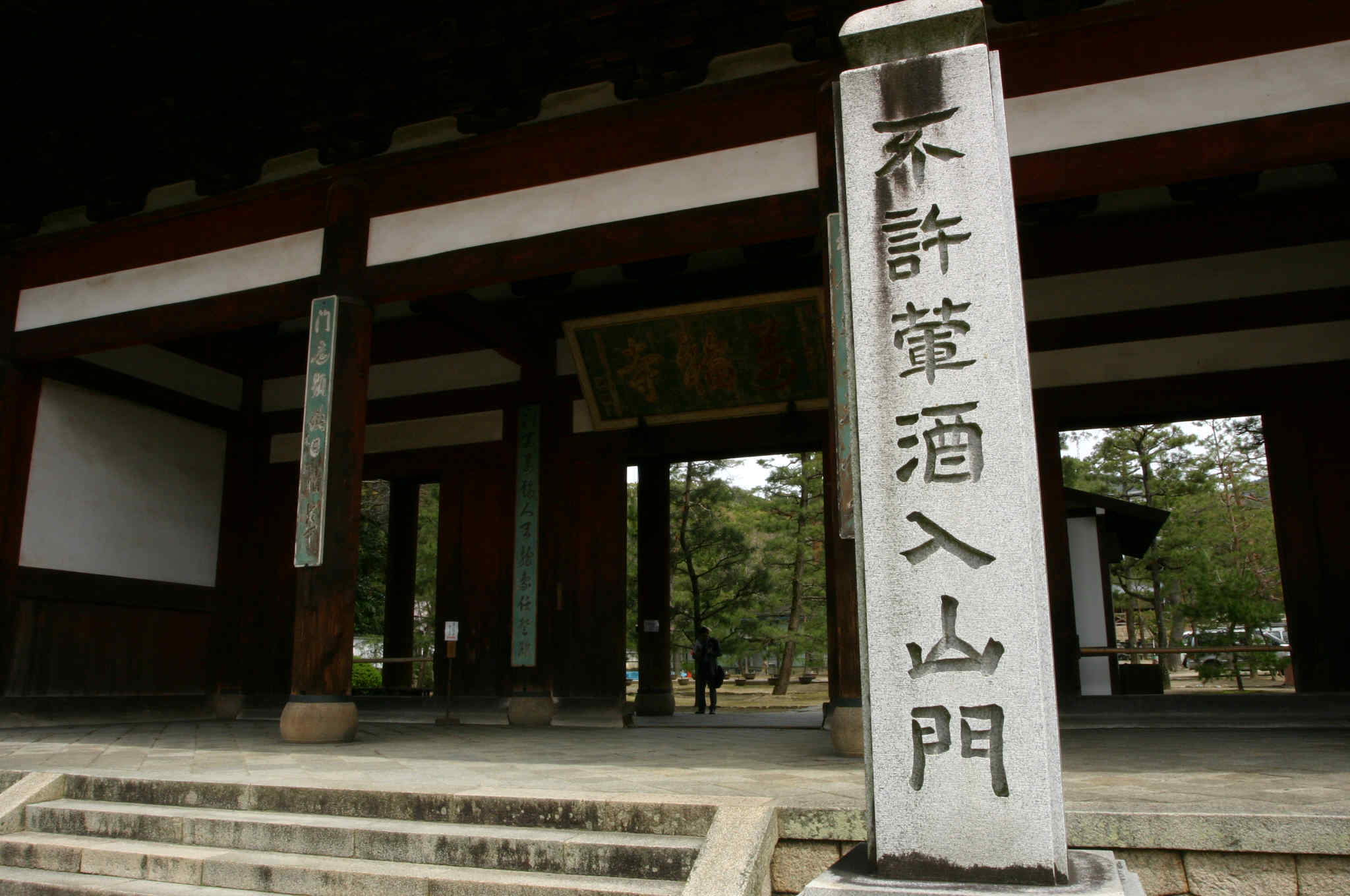
三門前の石柱

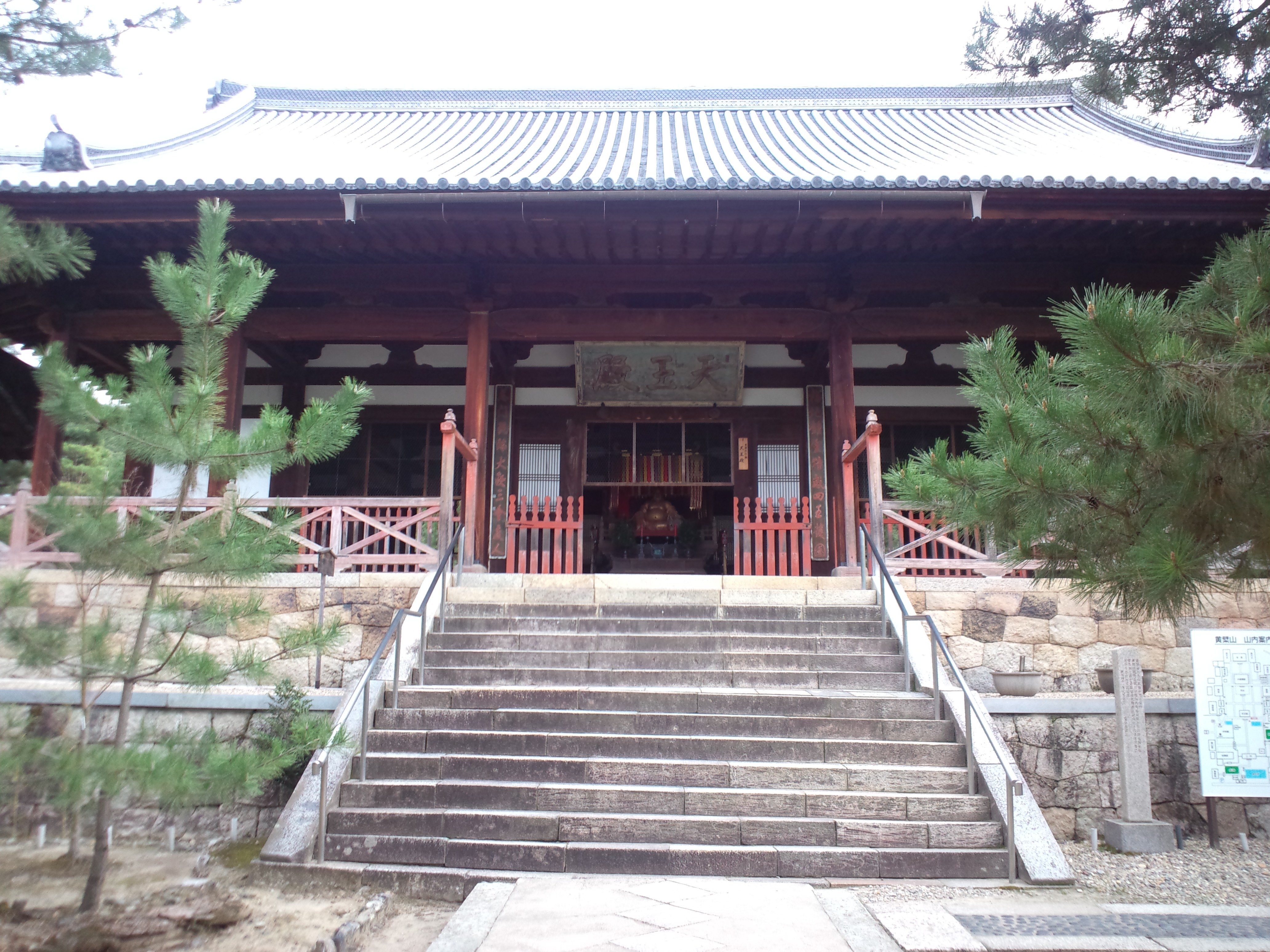
天王殿（国宝）

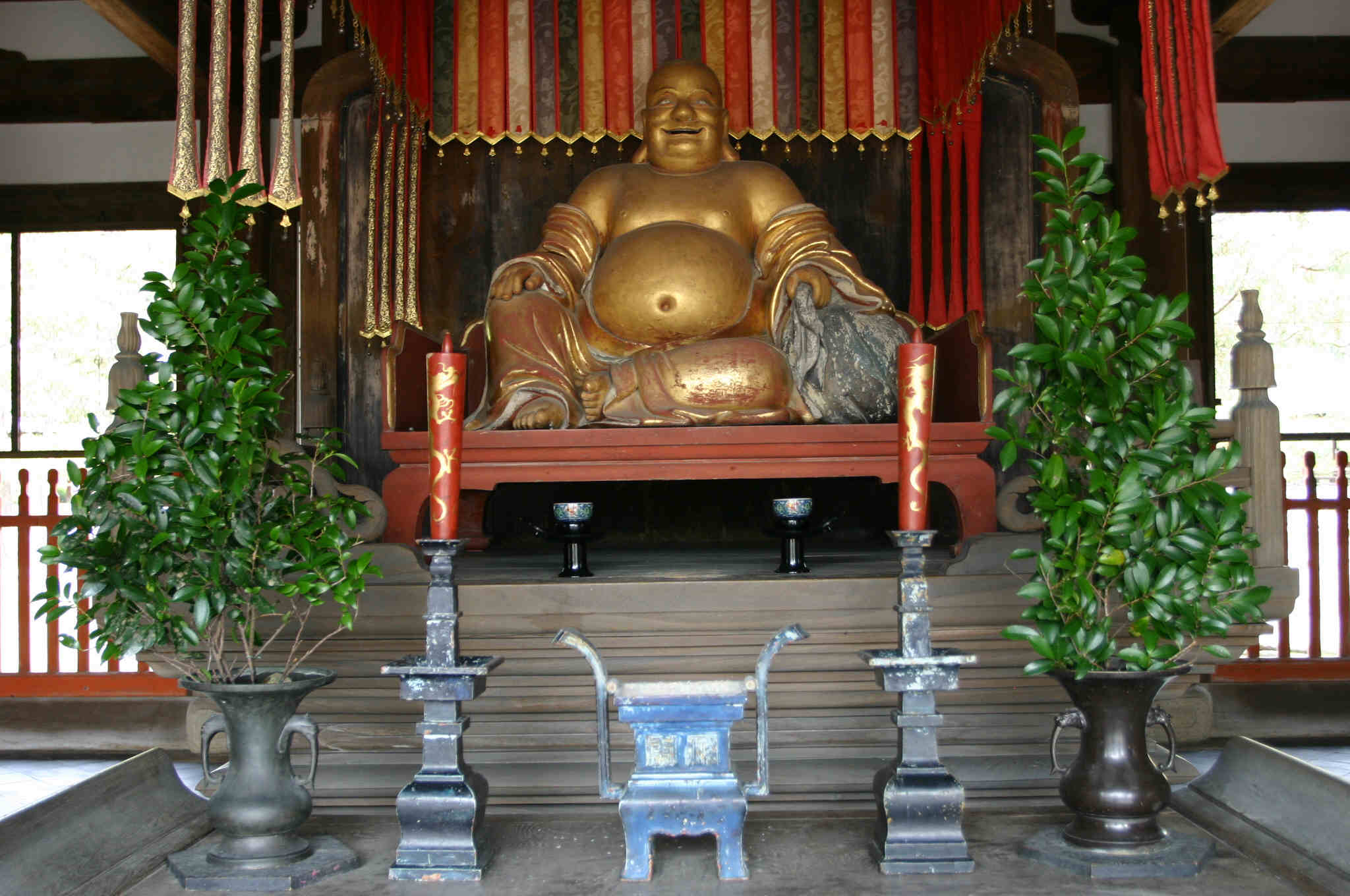
天王殿の布袋（弥勒如来）像

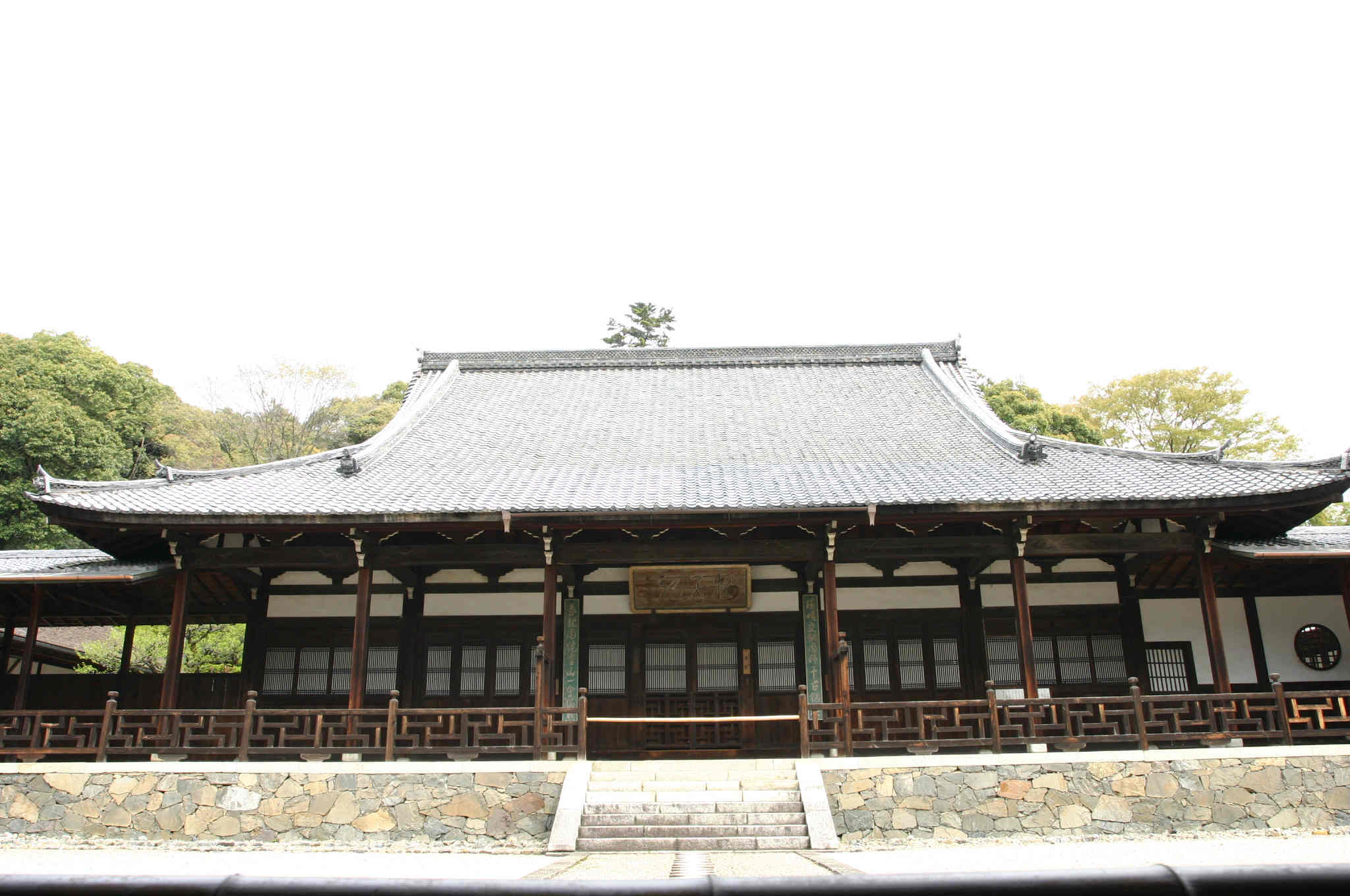
法堂（国宝）

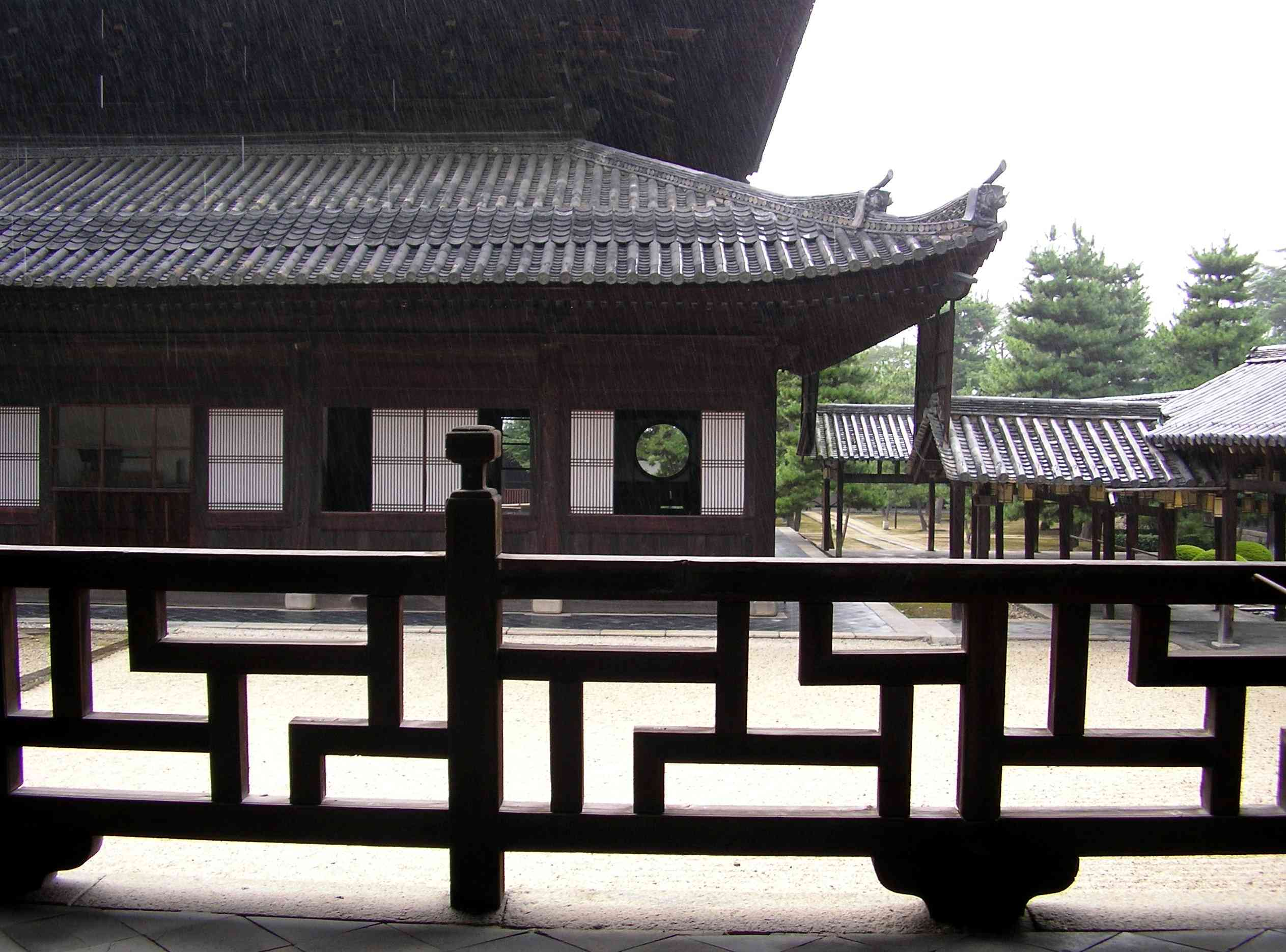
法堂から大雄宝殿を望む。欄干が卍崩しのデザインになっている

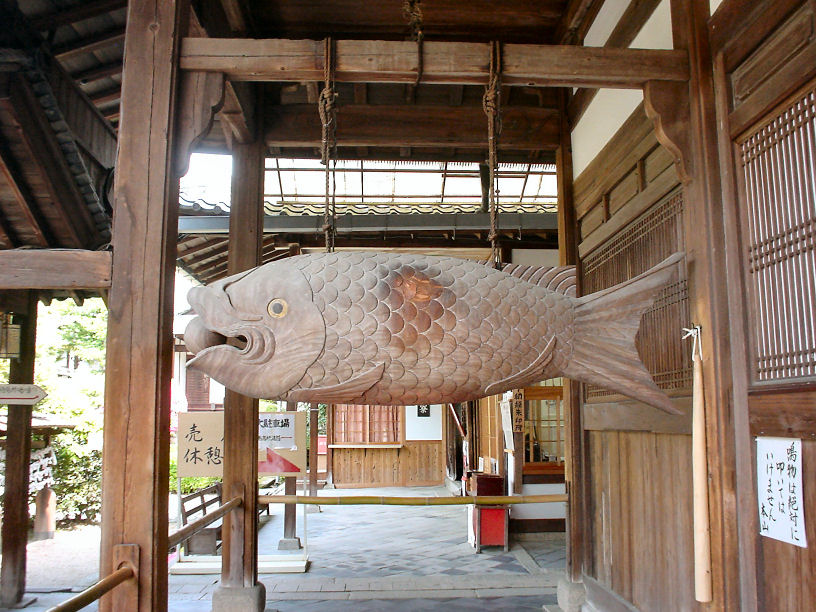
魚梆

伽藍は西を正面とし、左右相称に整然と配置されている。総門をくぐると右手に放生池、その先に三門があり、三門の正面には天王殿、その奥に大雄宝殿、さらに奥に法堂が西から東へ一直線に並ぶ。これら諸堂の間は回廊で結ばれている。天王殿と大雄宝殿の間をロの字状に結ぶ回廊に沿って右側（南側）には鐘楼、伽藍堂、斎堂があり、左側（北側）には対称的な位置に鼓楼、祖師堂、禅堂が建つ。これらの建物は日本の一般的な寺院建築とは異なり、明末期頃の様式で造られ、材料も南方産のチーク材が使われている。「卍字くずし」のデザインによる高欄、「黄檗天井」と呼ばれるアーチ形の天井、円形の窓、扉に彫られた「桃符」と呼ばれる桃の実形の飾りなど、日本の他の寺院ではあまり見かけないデザインや技法が多用されている。これらのほか、三門 - 天王殿間の参道を左（北）に折れたところに開山の塔所である松隠堂と呼ばれる一画があり、開山堂、舎利殿などが建つ。
代表的禅宗建築群として、主要建物25棟、廻廊、額、聯などが国宝・重要文化財に指定されている。
- 大雄宝殿（国宝） - 寛文8年（1668年）建立。歇山重檐式（けっさんじゅうえんしき）。入母屋造。2階建てに見えるが一重裳階（もこし）付きである。日本の一般的な寺院の「本堂」「仏殿」にあたる建物であり、萬福寺で最大の伽藍。日本では唯一の、チーク材を用いた歴史的建造物。シャム（タイ王国の旧称）産で、隠元隆琦禅師に帰依した豪商の勝性因（かつしょういん）居士と江戸幕府の寄進による。元々は、オランダ人が台湾へ築城用材として運んできたものが、台風のため長崎に漂着したものであったと伝えられている。本尊は釈迦牟尼仏像で、脇侍は阿難と迦葉。さらに、両単に十八羅漢像を安置する。大棟中央に火焔付の二重の宝珠、正面入り口は、魔除けとされる桃の実の彫刻を施した「桃戸」、左右に円窓を備える。額「大雄寶殿」は隠元書。黄檗宗では、釈迦牟尼仏を奉仕する仏殿を大雄宝殿または大雄殿と呼ぶ。扁額「萬徳尊」は木庵性瑫の筆。すべての徳を備えた尊い人物という意味で、釈迦を指す。須弥壇の上にある勅額「真空」は明治天皇御宸筆。建物の前には白砂を敷いた「月台」（げったい）がある[3]。
  - 釈迦如来坐像（中尊） - 京大仏師兵部作、寛文9年（1669年）造立。木造、像高250.0cm。摩訶迦葉（まかかしょう）と阿難陀（あなんだ）の両尊者が脇侍として安置されている。
  - 迦葉尊者立像と阿難陀尊者立像 - 延宝2年（1674年）造立。木造、像高208.0cm。天王殿の四天王とともに伊勢国の福島信士などの喜捨によって造立された。
  - 十八羅漢像 - 清の仏師・范道生作、寛文3年（1663年）造立。木造、像高各130.0cm前後。陸奥国白河藩主本多忠平が、母の菩提を弔うために兄弟と共に寄進したもの。従来の鎌倉時代、室町時代の十六羅漢に、「慶友尊者」と「賓頭蘆尊者」を加えて十八羅漢とした明代寺院の形式を受け継いでおり、中国、台湾に現存する大雄宝殿と同様である。相貌、衣文、持物等が多様で強烈、躍動的な表現は明代彫刻の特徴。異国的な様式は黄檗様と呼ばれ、その後の日本の仏師にも影響を与えた。十八羅漢の中では羅睺羅尊者（らごらそんじゃ）が特に有名である。両手で胸を裂き開き、その中に仏顔が見えるという、奇抜な像容で、心中に仏心仏性を有することを象徴しているとされる。衣服の装飾は日本人仏師が手掛けている。
  - 桃戸 - 正面入口には桃戸と呼ばれる半扉があり、その板には魔除けとされる桃の実の彫刻が施されている。
  - 蛇腹天井（じゃばらてんじょう） - 黄檗天井ともいい、龍の腹を表している。本堂のほか、法堂、開山堂の主要建造物の正面一間分の軒下の垂木は丸く、かまぼこ型をしている。中国・チベットにも同様のものがあり、「檐廊（えんろう）」と呼ばれる。
  - 円窓 - 日・月を象徴している。他の諸堂にも同じ大きさの円窓が設けられている。
- 月台（げったい） - 仏教行事はインドでは陰暦で執り行われ、太陽神よりも月の神を上位としている。中国では、仲秋節は三大節句の一つであり、明・清時代には月を祭る行事が行われ、天地日月を祀る場所が設けられた。黄檗山では1日（新月）と15日（満月）には特別の法要を執り行い、その前日の14日と晦日に半月間の罪を懺悔する経を読む。したがって、月台は仏教と戒律と月を象徴する。月台の中心には「罰跪香頂石」（ばっきこうちょうせき）と呼ばれる長方形の平石がある。叢林の共住規約を守らなかったものが罰として線香を立て、この石上に跪き礼拝し懺悔する。また、月台の両側には丸く剪定された銀木犀（桂樹）が植えられており、「双桂樹」と呼ばれる。中国では月に生える樹木として信仰され、寺院に植えられるのが慣例だった。
- 刹竿台（せっかんだい） - 月台正面両側にあり、儀式・法要の有ることを示す幢幡を掲げる竿を固定する礎石である。
- ヒマラヤスギ - 黄檗僧であった河口慧海師の日本人最初のヒマラヤ山脈踏破の偉業を顕彰し、チベットより帰国した記念に植樹されたもの。
- 法堂（国宝） - 寛文2年（1662年）建立。一重入母屋造。棧瓦葺。禅寺における重要伽藍のひとつで説法を行う場所。内部には須弥壇のみが置かれている。説法の他、上堂や住持の晋山式にも使われる。須弥壇上の扁額「法堂」は隠元の筆であり、黄檗山では唯一の楷書による大書である。外にある扁額「獅子吼」（ししく）は費隠通容の筆。獅子吼とは、百獣の王である獅子が一度咆哮すれば百獣全てが従うことに喩えて、釈迦の説法を指す[3]。
  - 巡照板 - 萬福寺の修行僧は朝及び夜に巡照板を打ち鳴らして各寮舎を回る。巡照板は5カ所にあり、長い廻廊を巡ることになるため、巡廊板とも呼ばれる。
  - 勾欄 - 法堂や開山堂の正面の勾欄は、卍及び卍くずしの文様である。これらはすでに奈良時代の法隆寺などの南都寺院に使われていたが、江戸時代初期にあらためて黄檗宗を通じてもたらされたものである。
- 威徳殿（重要文化財） - 元禄14年（1701年）建立。法堂の裏、一段高い位置に建ち、徳川歴代将軍を祀る。一般には公開していない。萬福寺開山の大壇越であった四代将軍徳川家綱の命日には厳有忌が毎月行われている[3]。
- 西方丈（重要文化財） - 萬福寺創建の寛文元年（1661年）建立。萬福寺において最も古い建造物の一つ。扁額「西方丈」は木庵の筆。入母屋造、杮葺。法堂の左右には西及び東方丈が向かい合って配置されている。方丈とは禅院住持の居間であるが、萬福寺においては、寛文5年（1665年）に甘露堂が建立されてからはそこが使用されるようになったため、両方丈は来客の応接や特定の儀式等に使われるようになった[3]。
- 方丈庭園
- 看寮
- 慈光堂（祠堂、重要文化財） - 延宝3年（1675年）建立。一般信徒の位牌を納め、永代供養する場所。また、隠元禅師300年遠諱のときに納骨堂が併設され、宗旨を問わず納骨を受け付けるようになった[3]。
- 浴場
- 禅堂（選佛場、重要文化財） - 寛文3年（1663年）建立。単層入母屋造、本瓦葺。斎堂と対称位置に建つ坐禅堂である。白衣観音（本尊）、善財童子、八歳龍女を祀っている。黄檗山禅堂では僧衆は東単に、役寮などの外寮は西単に各々対面して座禅する。堂内の柱の1本は逆柱で黄檗七不思議の一つ[3]。扁額「選佛場」は隠元の筆。選佛とは、仏祖となるべき師を鍛錬抽出すること。転じて、座禅修行の意で、選佛場は禅堂の異称である。
  - 白衣観音坐像 - 脇侍は53人の善知識を歴訪した善財童子立像、及び文殊菩薩の強化を受けて即身成仏した八歳龍女立像で、仏道修行の規範である。三尊とも范道生作。三尊とも寛文3年（1663年）造立。白衣観音は脱乾漆造で像高135.0cm。善財童子・八歳龍女は木造、像高各123.0cm前後。
- 隠寮
- 北寮
- 祖師堂（重要文化財） - 寛文9年（1669年）、今津浄水居士が建立。伽藍堂と対称位置に建ち、中国禅宗の祖である達磨の像「達磨大師坐像」と、開山隠元禅師からの歴代管長の位牌を安置する[3]。
  - 達磨大師坐像 - 范道生作。寛文3年（1663年）造立。木造、像高166.5cm。もともと体全体に金色が施されていたようだが、現在は下地の朱漆色が目立つ。萬福寺所蔵の逸然性融筆『朱衣の達磨像』や馬言『隻履達磨図』と同様に、前歯が2本に表現されているのが特徴。
- 鼓楼（重要文化財） - 延宝7年（1679年）に信夢善士が建立。重層入母屋造、本瓦葺。二階四周に縁と逆蓮柱付の勾欄を巡らす。鐘楼と対称位置に建ち、階上に太鼓を置く。朝5時開静、夜9時の開枕に鐘楼の大鐘と鼓楼の太鼓をもって、時刻と消灯、起居動作の始終を知らせる。また、賓客来山の時に鐘鼓交鳴して歓迎を表す[3]。
- 禅堂書院
- 東方丈（重要文化財） - 寛文3年（1663年）建立。入母屋造、杮葺。扁額「方丈」は隠元の筆。聯「熱喝下辨龍蛇」「痛棒頭明殺活」は千呆書。池大雅筆の障壁画「五百羅漢図」（重要文化財）が29面ある。
- 方丈庭園 - 枯山水庭園。
- 双鶴亭
- 知客寮
- 寺務所
- 五雲居
- 黄龍閣
- 黄龍閣別館
- 典座（大庫裏、重要文化財）
- 営繕
- 斎堂（禅悦堂、重要文化財） - 寛文8年（1668年）建立。単層入母屋造、本瓦葺。堂内に緊那羅王菩薩立像を安置している。高脚飯台と腰掛があり、萬福寺僧衆の食堂である。表には、鬼界の衆生に施す飯を乗せる生飯台（さばだい）がある。聯・扁額「禅悦堂」ともに木庵の筆[3]。
  - 緊那羅王菩薩立像 - 范道生作。寛文2年（1662年）造立。木造、像高107.5cm。衆僧の食事を見守る火徳神とされ、斎堂に安置される。文華殿の韋駄天像と同年に造立され、寛文8年（1668年）に斎堂が建立されるまで法堂に安置されていた。
  - 開梆と雲版 - 前方入口の前には、「開梆」（かいぱん、「ぱん」は木偏に邦）という巨大な木製の魚が吊り下げられている。開版、魚梆、魚鼓、飯梆などとも呼ぶ。これは叩いて食事や法要など日常の行事・儀式の刻限を知らせるための法器であり、木魚の原型といわれている。現在掛かっている開梆は3代目であり、文華殿に2代目が所蔵されている。「雲版」は、朝と昼の食事と朝課の時に打つもの。青銅製。
- 伽藍堂（重要文化財） - 寛文9年（1669年）吉川監物居士の建立。単層入母屋造、本瓦葺。祖師堂と同時期に、同じ大きさで、相対して建立された。伽藍堂とは、伽藍を守護する伽藍神を祀るお堂であり、本尊として華光菩薩像を、両側には三面大黒天と弁財天が安置されている[3]。
  - 華光菩薩（中国語版）像 - 范道生作、寛文3年（1663年）造立。木造、像高163.5cm。文官の服装をしていて三目であり、右手に黄金の山型の持物があるのが特徴。明代の伽藍神像の貴重な作例として学術的価値は高い。ただし、華光菩薩の像は、関帝ではなく、明代まで盛んに祀られていた道教における馬元師、仏教では華光と呼ばれる武神であるという説もある[4]。『百丈清規證義記』によると華光菩薩の誕辰は9月28日と記載されており、萬福寺ではその日に法要が行われる。
  - 三面大黒天立像 - 塑像、像高74.0cm。右に毘沙門天、左に弁財天の顔を併せ持つ三面六臂の像。それぞれに特徴のある持物を持ち、俵を台座としている。
  - 弁財天坐像 - 木像、像高74.0cm。八臂で、手に宝珠などの持物を持つ。
- 鐘楼（重要文化財） - 寛文8年（1668年）建立。重層入母屋造、本瓦葺。鼓楼と相対し、同じ大きさ。長崎の元奉行であった黒川与兵衛が寄進したもの。梵鐘は太平洋戦争中に供出され、戦後再鋳された。2階建てで、階上に梵鐘を吊る。鐘楼前には偈（げ）の書かれた巡照板が下げられている[注釈 1][3]。
- 聯灯堂（れんとうどう） - 寛政元年（1789年）創建、1972年（昭和47年）再建。本尊は釈迦牟尼仏。千手観音像、室田夫人観音立像が安置されている。過去七佛より西天東土の歴代祖師、及び黄檗宗派の僧侶を祀り、毎月1日と15日、年末年始などに僧侶が集まって礼拝する。近世においては、黄檗宗の流れを受け継いだ末寺の和尚や檀信徒篤志者も祀るようになった[3]。
- 売茶堂 - 1928年（昭和3年）創建。煎茶の祖であり黄檗僧である月海元昭禅師（売茶翁）が祀られている。月海は京都の鴨川畔に茶屋を開き、各地に煎茶筵を設け茶を売り、売茶翁や高遊外と称された。禅師像は加納鉄哉の作[3]。
- 有聲軒 - 1928年（昭和3年）創建。煎茶道修行の道場。煎茶席からは、太湖石や芭蕉、梧桐を配した露地庭園が観覧できる。煎茶の祖である月海元昭の功績を顕彰し、売茶堂と同時期に創建された。
- 全日本煎茶道連盟本部 - 有聲軒に隣接して置かれている[3]。
- 文華殿 - 三門をくぐって右手にある宝物館。宗祖三百回忌を機に1972年（昭和47年）に建てられたもので、展示室のほか、黄檗文化研究所を設置する。収蔵品には、隠元禅師の画像を多く描いた喜多元規の作品をはじめ、しばしば寺に出入りしたという伊藤若冲や池大雅の日本画があり、さらに隠元の遺品や中国伝来の品々も多数保存されている。その中には、重要文化財の「観音図画帖」（陳賢筆、隠元題）もある。一般公開として、年2回春と秋に特別展を約1ヶ月開催している[3]。展示館の第二文華殿が、2014年度グッドデザイン賞受賞[5]。
- 天王殿（国宝） - 寛文8年（1668年）建立。一重入母屋造。寺の玄関として本堂の手前にこのような堂を置くのは中国式の伽藍配置で、日本では珍しい。内部には弥勒菩薩の化身とされる布袋像を安置する。この像は日本で著名な半跏思惟形の弥勒菩薩像とは全く異なり、太鼓腹の布袋像として表されている。他に堂内左右に四天王像、布袋像の背後にて本堂の本尊と対面するよう韋駄天像を安置する。これらの像は范道生の作で、いずれも清風の様式で造られている。方柱はチーク材。道内に2本の円柱があり、黄檗の七不思議の一つと云われている。X型の組子を入れた勾欄は、日本では特異な襷勾欄（たすきこうらん）で、中国・チベットで使用されているデザインである。この勾欄は大坂の八兵衛信士の寄進による。
  - 弥勒菩薩（布袋）座像 - 范道生作。寛文3年（1663年）造立。木像、像高110.3cm。布袋は弥勒菩薩の化身と云われ、萬福寺では弥勒仏とされている。高泉禅師は『洗雲集』にて、寛文3年11月末に隠元禅師の命を受けて道生が造立し松隠堂に安置されたとあり、おそらく寛文8年（1668年）の天王殿建立時に天王殿に移されたと考えられている。
  - 韋駄天立像 - 木像、像高200.0cm。伽藍守護神として、天王殿の弥勒像の背面に安置されており、大雄宝殿と対面している。康熙43年（1704年）頃、清で造立されたものを請来したもの。この像以前には別に、天王殿に范道生作の韋駄天像が祀られていた。現在は文華殿に蔵されている。
  - 四天王立像 - 延宝2年（1674年）造立。木像、像高223.0cm。大雄宝殿の迦葉・阿南両尊者立像と共に伊勢国の福島信士などの喜捨によって造立された。着衣・甲冑に施された装飾的文様など明代彫刻を忠実に踏襲しているが、下半身が詰まり、衣の裾を重厚に強調している点などから日本人仏師の手によるものと推定されている。
- 八幡宮祠堂（重要文化財） - 一間社流造。寛文4年（1664年）に放生池を開削する資金を喜捨した原田佐右衛門が、天王殿と伽藍堂建設に先立って、境内守護と法門隆盛を祈願して寛文7年（1667年）に寄進・建立した[3]。
- 石碑亭（せきひてい、重要文化財） - 宝永6年（1709年）建立。内部の亀趺付きの顕彰碑には、隠元の特賜大光普照國師塔銘が刻まれている。
- 寿蔵（寿塔、真空塔、重要文化財） - 寛文3年（1663年）建立。本瓦葺六角堂。屋根は宝形造。頂に路盤・宝珠を置く。半円形石垣に囲まれている。これらの特徴は中国の墳墓の形式を忠実に踏襲したものである。屋根の六方には、中国の仙人を表した鬼瓦がある。寿蔵の瓦は舎利殿とともに寺島藤右衛門によって寄進された。寿蔵は隠元の生前に、木庵を中心に法子・法孫らにより隠元の墳墓として築造された。中央円窓戸板の題「寿蔵」は隠元書。勅額「眞空塔」は霊元天皇の宸筆[3]。
- 庭園「中和園」 - 1972年（昭和47年）、隠元の300年大遠諱に合わせて整備された。名称は、当地にあった大和田御殿に後水尾天皇の生母中和門院が住していたことによる。
- 中和井（ちゅうわせい） - 中和門院の屋敷である大和田御殿にて日常的に使用されていた井戸。
- 通玄門（重要文化財） - 寛文5年（1665年）建立。四脚門、切妻造、本瓦葦。開山堂の正門。名前の意味は、奥深く玄妙なる真理=仏祖の位に通達する門。
- 開山堂（重要文化財） - 延宝3年（1675年）建立。萬福寺開山の隠元禅師像を安置している。歇山重檐式（けっさんじゅうえんしき）で、大雄宝殿と同じく蛇腹天井、正面の半扉の桃戸、全ての柱が角柱、卍の勾欄がある。上層正面の扁額「瞎驢眼」は費隠の筆、下層の扁額「開山堂」は木庵の筆。毎月1日及び15日には山内の僧が祝拝し、3日には開山忌を営む。4月3日には、他山からの僧を招待して祥忌が執り行わる。毎日の勤めについては、塔頭寺院の院主が1年ずつ輪番で行なう[3]。
- 合山鐘（がっさんしょう） - 開山堂の正面回廊の途中に吊るされている雲紋梵鐘。開山堂、寿蔵、舎利殿で行われる儀式の出頭にのみ鳴らされる。第6代千呆性侒によって元禄9年（1696年）に再鋳されたもの。
- 松隠堂（重要文化財） - 客殿。白壁の塀に囲まれた書院造の和様の建物で、宮川藩主関長政夫人寄進によるもの。寛文3年（1663年）に庵として建立され、翌4年に隠元が住持を退き、寛文13年（1673年）に死去するまで居住した。死後は客殿として持続されたが、元禄7年（1694年）に現在地に移転・増築され、開山塔院（墓所）ともなった。このときに「松隠堂」と称された。松隠堂は元は萬福寺とは独立した宗教法人であったが、1959年（昭和34年）に宗教法人萬福寺と合併した[3]。
  - 隠元禅師像 - 范道生作、寛文3年（1663年）造立。木造、像高161.7cm。造立時は白払子を手にしていたようだが、現在は失われている。実物の毛髪・髭が植えられており、シワなども克明に彫られ、写実的な像容である。隠元の生前に古稀を祝して作られた。
- 庫裏（重要文化財）
- 侍真寮（重要文化財）
- 舎利殿（重要文化財） - 寛文7年（1667年）建立。後水尾法皇から黄金の仏舎利多宝塔を奉安するために寄進されたもので、宝永6年（1709年）に後水尾法皇の尊像が安置された。舎利殿の瓦（寿蔵も同じ）は、神社仏閣など上方の瓦御用をつとめた大阪の寺島藤右衛門によって寄進された[3]。
- 三門（重要文化財） - 延宝6年（1678年）、横田道補信士による建立。三間三戸二重門である。「三間三戸」は門の正面柱間が3間で、3間すべてが通路になっているものを指す（日本の禅宗寺院の三門は一般的には「五間三戸」である）。左右に裳階、山廊を備える。大棟中央に火焔付宝珠がある。正面の扁額「黄檗山」及び「萬福寺」は隠元の筆。山門の円柱には太鼓型の礎盤が用いられ、これも中国風の特徴である。円柱を用いた建物は三門のほか、天王殿、通玄門、舎利殿、寿蔵だけである。三門の前には禁牌石（きんぱいせき）が立っており、門をくぐるにあたって修行者としての自覚と自省を促す。隠元禅師が修行道場の規則として定めた「黄檗清規」（おうばくしんぎ）の中に、禁牌石が絵図で示されている。三門の左右両側には「窟門」(くつもん、明和5年（1768年））という通り道が開いている。右を「通霄路」(つうしょうろ)、左を白雲関（はくうんかん）と呼び、額（第5代高泉性潡の筆）が上部に掲げられている。これら名称は、修行者としての自覚と自省を促している[3]。三門から天王殿までの参道は、正方形の平石が菱形に敷かれ、両側を石條で挟まれた特殊な形式であり、龍の背の鱗がモチーフである。近江国日野田中藤左衛門・矢野儀右衛門の寄進によるもの。中国では龍文は天子・皇帝の位を表し、黄檗山では大力量の禅僧を龍象に喩えているので、菱形の石の上に立てるのは住持のみである。
- 影壁（えいへき） - 総門を入って突き当りに「影壁」と呼ばれる魔よけの壁がある。総門からまっしぐらに突進してきた邪鬼はこの影壁に激突し、驀直（まくじき）に去ると云われ、知恵あるもののみ三門に至ることができると伝えられている。また影壁の傍には、隠元が請来した孟宗竹の藪「隠元藪」がある。隠元は竹に関する詩を多く作り、また自ら竹を植えた記録がある。また、錦明竹も隠元禅師によってもたらされたといわれている[3]。
- 放生池 - 寛文4年（1664年）造営。総門に入ってすぐにある放生池は半月型で、風水上の機能を有している。ここでは放生会という儀式が行われる。隠元の放生思想は、明代の雲棲祩宏などの放生運動を受けたもので、「雲棲大師戒殺放生文」の跋文ほか放生を勧める法語が多い。
- 菊舎句碑 - 1922年（大正11年）造立。俳人の菊舎尼が、寛政2年（1790年）に萬福寺を参拝した時に吟じた詩「山門を　出れば日本ぞ　茶摘み唄」が彫られている。現代訳「純中国風の雰囲気の境内から一歩出ると、折から茶摘み唄が聞こえ、我に帰る」で、寺観の異国風を詠じたもの[3]。
- 総門（牌楼式、重要文化財） - 寛文元年（1661年）の建立で元禄6年（1693年）再建。瓦屋根の中央部分を高く、左右の部分を低く、段差を設けているのは中国風の牌楼（ぱいろう）式で、漢門とも呼ばれている。中央上部裏面には円相が象られており、これは風水的モチーフの一つの白虎鏡である。日本の一般的な社寺建築には見かけない形式である。扁額「第一義」は第5代高泉の筆。この額字には、高泉和尚が何度も書き改めたという逸話がある。屋根上左右に乗る魚のような像は仏閣でよくみられる鯱ではなく、摩伽羅という想像上の生物でヒレの代わりに足が生えている。マカラはサンスクリット及びパーリ語でワニを表す言葉で、ガンジス川の女神の乗り物。東南アジアでは聖域結界となる仏教寺院の入口の門、屋根、仏像などの装飾としてよく用いられている。
- 井戸「龍目井」（りゅうもくせい） - 寛文元年（1661年）造立。黄檗山全体は龍の体に喩えられ、総門とその周囲は龍の頭に当たる。総門の手前にある井戸「龍目井」は龍の目を、周囲の小川は口を、松は口髭を表している。龍目井は、隠元が、この道場に優れた修行僧が多く集まり、名僧や高僧が輩出されることを願って作った。東西二つある。
- 駒の蹄影（あしかげ）の記念碑 - 総門の前には、「駒の蹄影の記念碑」がある。これは、京都の高山寺の明恵が、茶の栽培に適したこの辺りの畑の中に馬を入れて歩かせ、その蹄の後に茶の種を蒔かせたことに由来する。これが今日の宇治茶の始まりであると伝えられている。碑には明恵作の歌「栂山の　尾の上の茶の木　分け植えし　あとぞ生ふべし　駒の蹄影」が刻まれている。

### 塔頭
宝蔵院
寛文11年（1671年）創建。寛文13年（1673年）移転、1875年（明治8年）現在地に移転。江戸時代、経文が少なく高価であったため、黄檗山第2代目住職木庵の弟子である鉄眼道光が喜捨を募り、隠元禅師が持ってきた一切経を彫刻師に彫り写させた版木4万8千枚余が重要文化財・黄檗版大蔵経（鉄眼版）として保存されている。この版木の字体である明朝体は、現在の活字の見本となっている。また、版木は原稿用紙のルーツともいわれている。
また、2022年からは寺そばとしてラーメンを提供している。
その他の塔頭
| 塔頭名   | 開基     | 建立時代          | 再建・移転年代・その他                                   |
| -------- | -------- | ----------------- | -------------------------------------------------------- |
| 東林院   | 大眉性善 | 寛文2年(1662年)   | 寛文13年(1673年)宝蔵院に譲渡 1875年(明治8年)現在地に移転 |
| 瑞光院   | 即非如一 | 寛文5年(1665年)   | 明治8年(1875年)現在地に移転                              |
| 法林院   | 喝禅道和 | 寛文9年(1669年)   | 明治8年(1875年)現在地に移転                              |
| 萬松院   | 龍渓性潜 | 寛文11年(1671年)  |                                                          |
| 漢松院   | 独吼性獅 | 寛文11年(1671年)  | 戦後現在地に移転                                         |
| 紫雲院   | 木庵性瑫 | 延宝2年(1674年)   | 明治8年(1875年)現在地に移転                              |
| 緑樹院   | 潮音道海 | 延宝2年(1674年)頃 | 付属施設に青少年文化研修道場                             |
| 萬寿院   | 木庵性瑫 | 延宝3年(1675年)   |                                                          |
| 別峯院   | 鉄文道智 | 延宝3年(1675年)   | 明治8年(1875年)現在地に移転                              |
| 慈福院   | 悦山道宗 | 延宝3年(1675年)   | 戦後現在地に移転                                         |
| 長松院   | 鉄牛道機 | 延宝6年(1678年)   | 平成元年(1989年)再興                                     |
| 獅子林院 | 独湛性瑩 | 延宝6年(1678年)   |                                                          |
| 天真院   | 了翁道覚 | 延宝7年(1679年)   |                                                          |
| 寿光院   | 喝禅道和 | 貞享2年(1685年)   |                                                          |
| 華厳院   | 南源性派 | 貞享3年(1686年)   | 明治8年(1875年)現在地に移転                              |
| 宝善院   | 独振性英 | 元録3年(1690年)   | 明治8年(1875年)現在地に移転                              |
| 龍興院   | 慧林性機 | 宝永2年(1705年)   | 明治8年(1875年)現在地に移転                              |
| 聖林院   | 慧極道明 | 宝永7年(1710年)   | 明治8年(1875年)現在地に移転                              |
| 真光院   | 悦峯道章 | 正徳元年(1711年)  | 明治5年(1872年)現在地に移転                              |

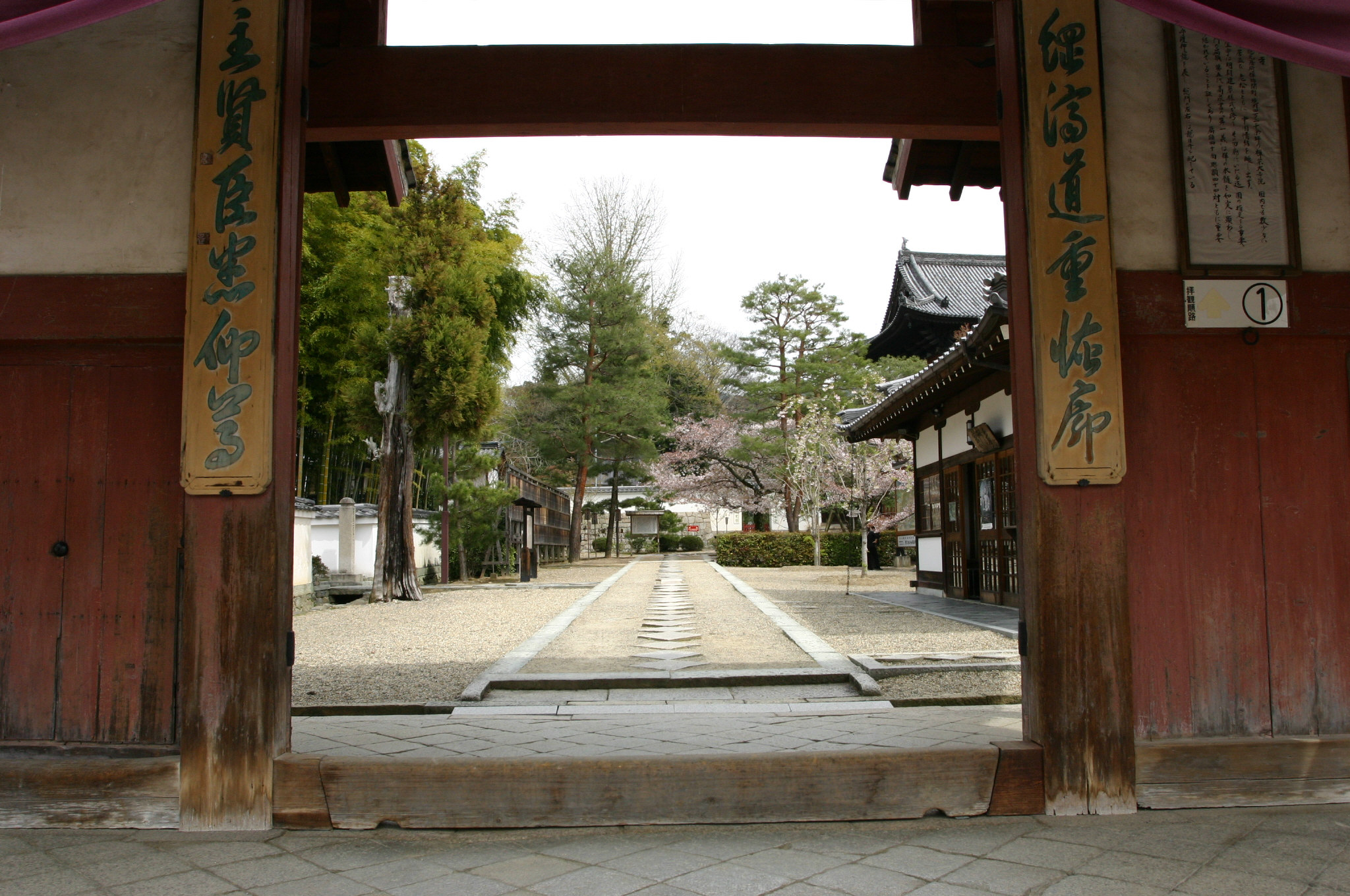
入口から境内を望む
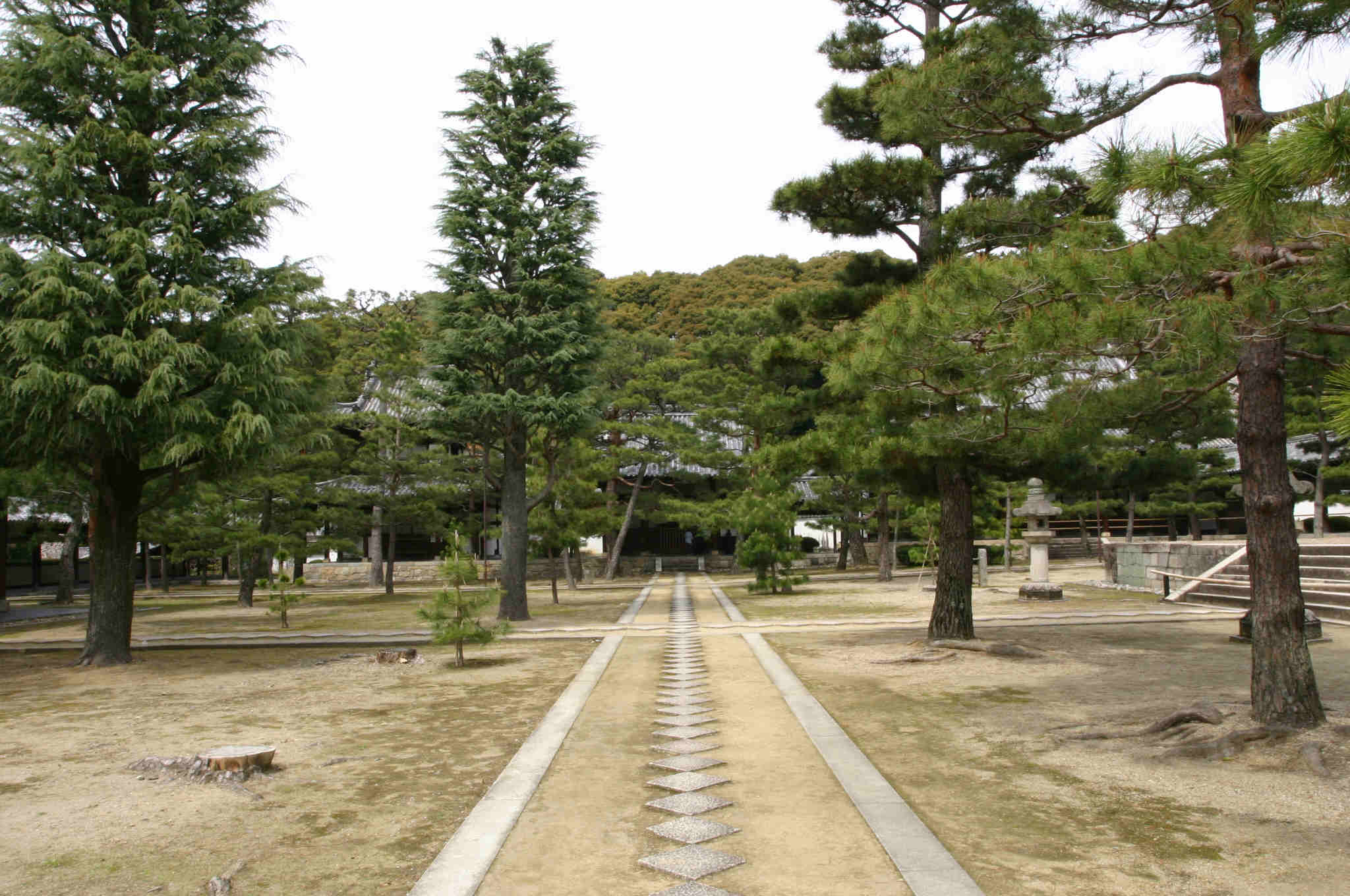
境内
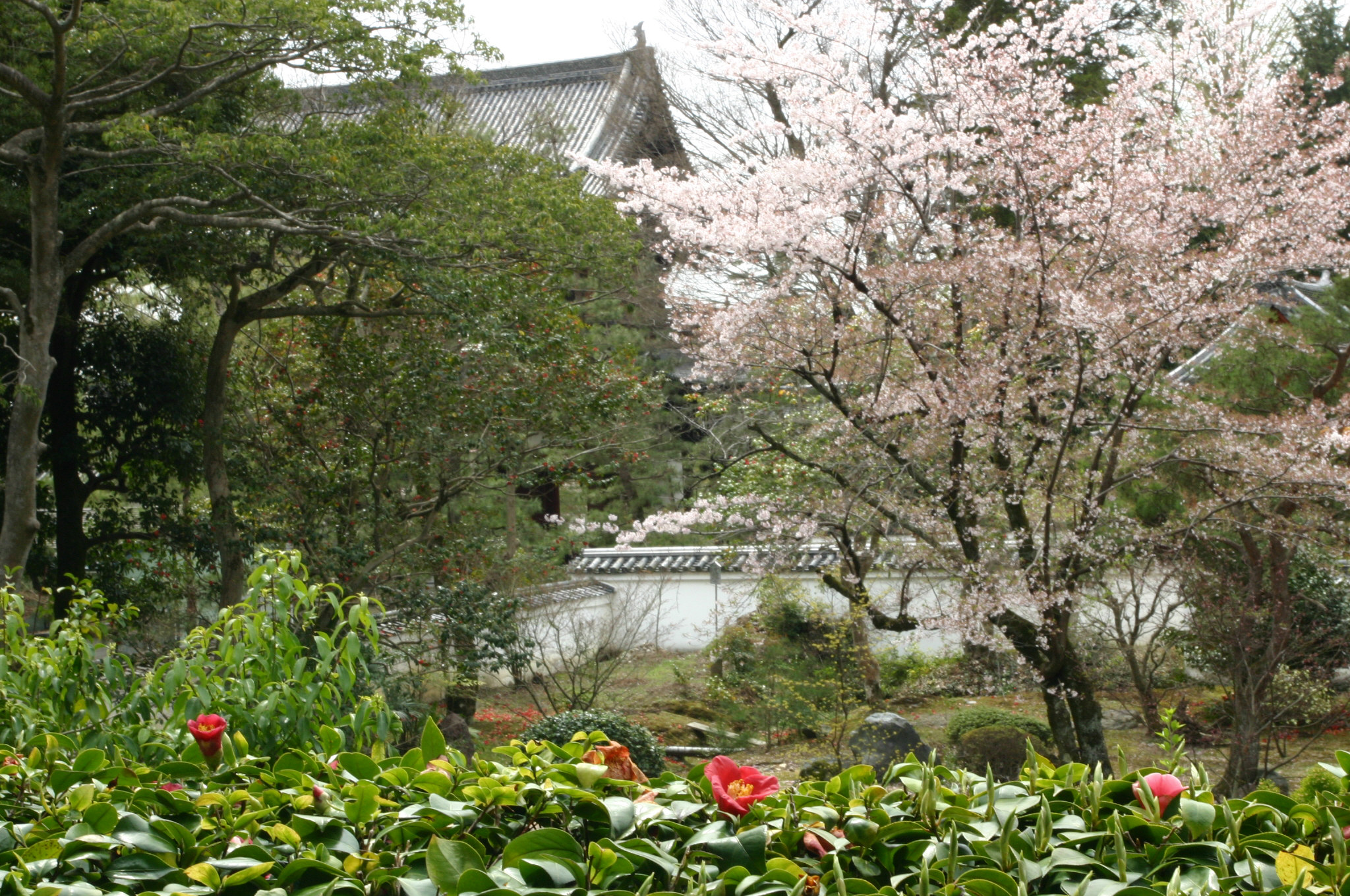
境内の桜
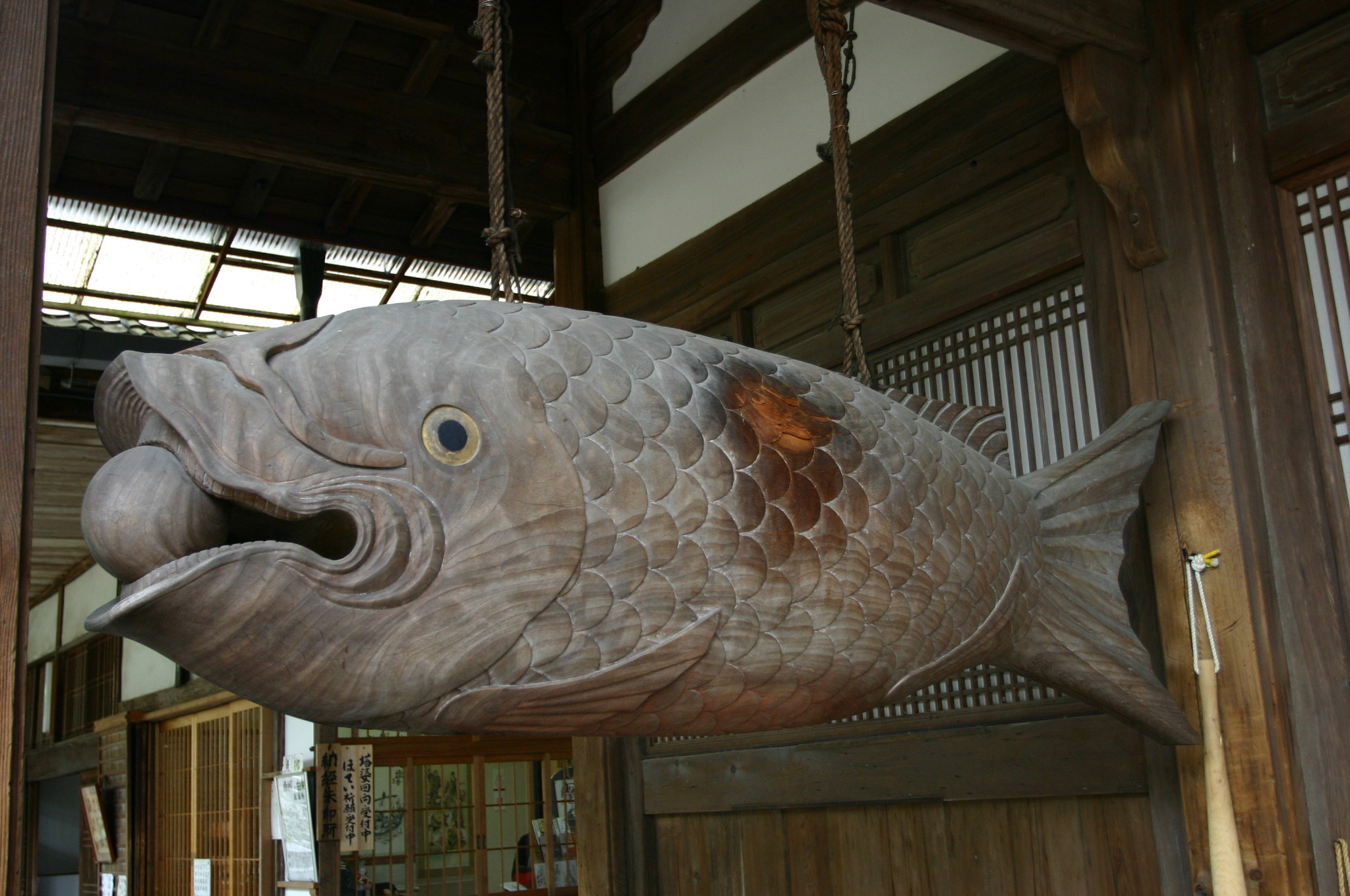
魚梆
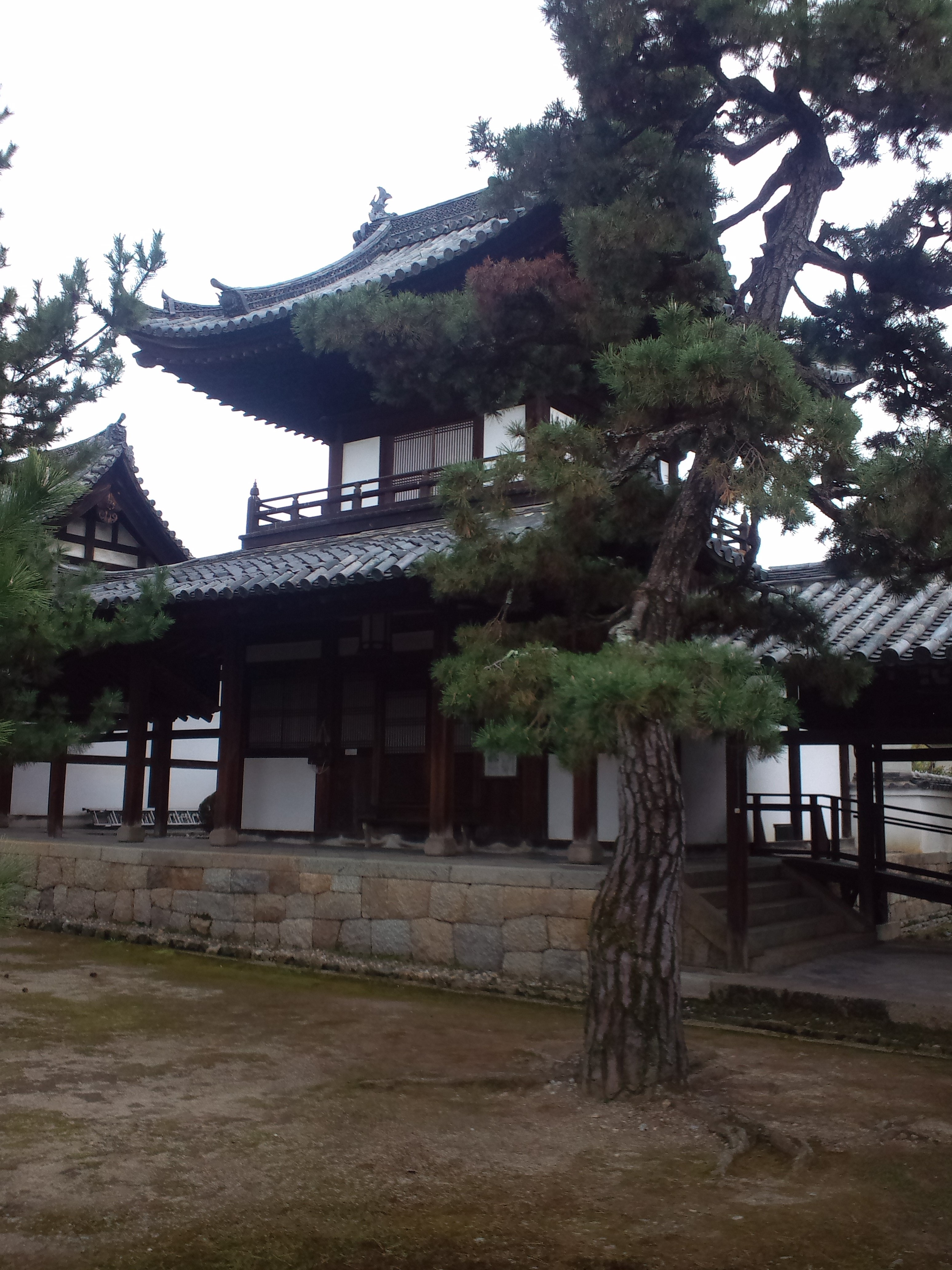
鐘楼
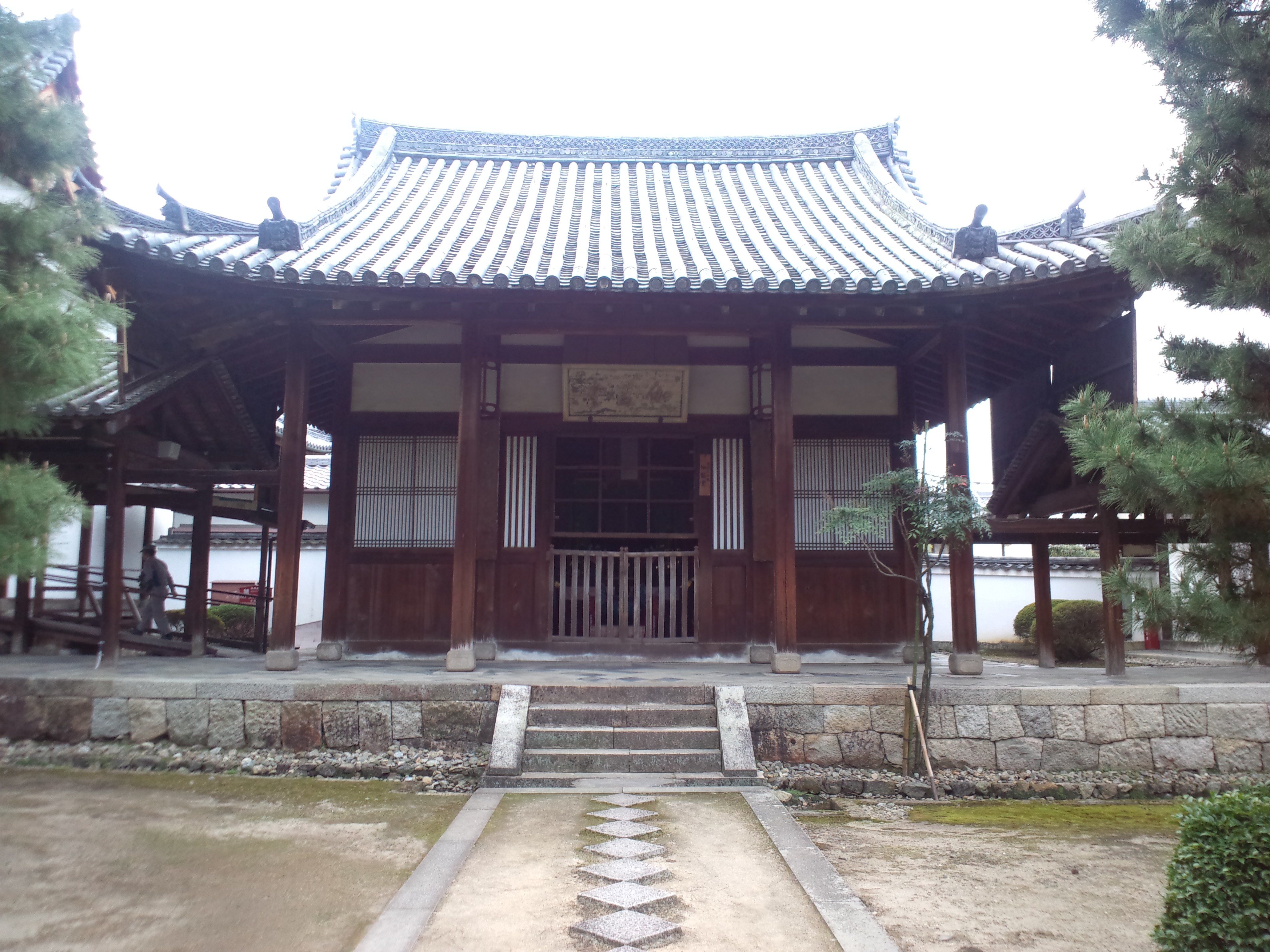
伽藍堂
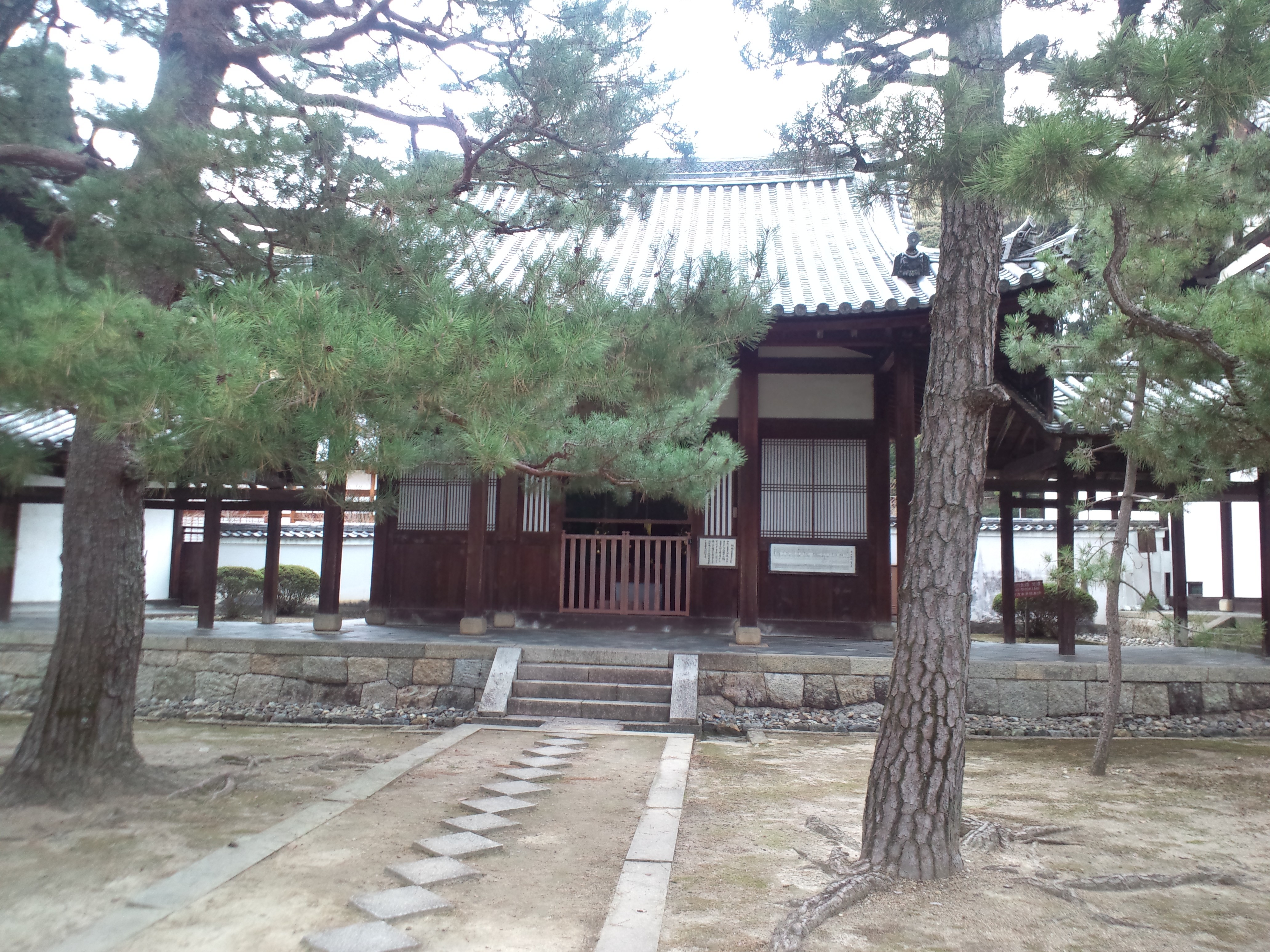
祖師堂
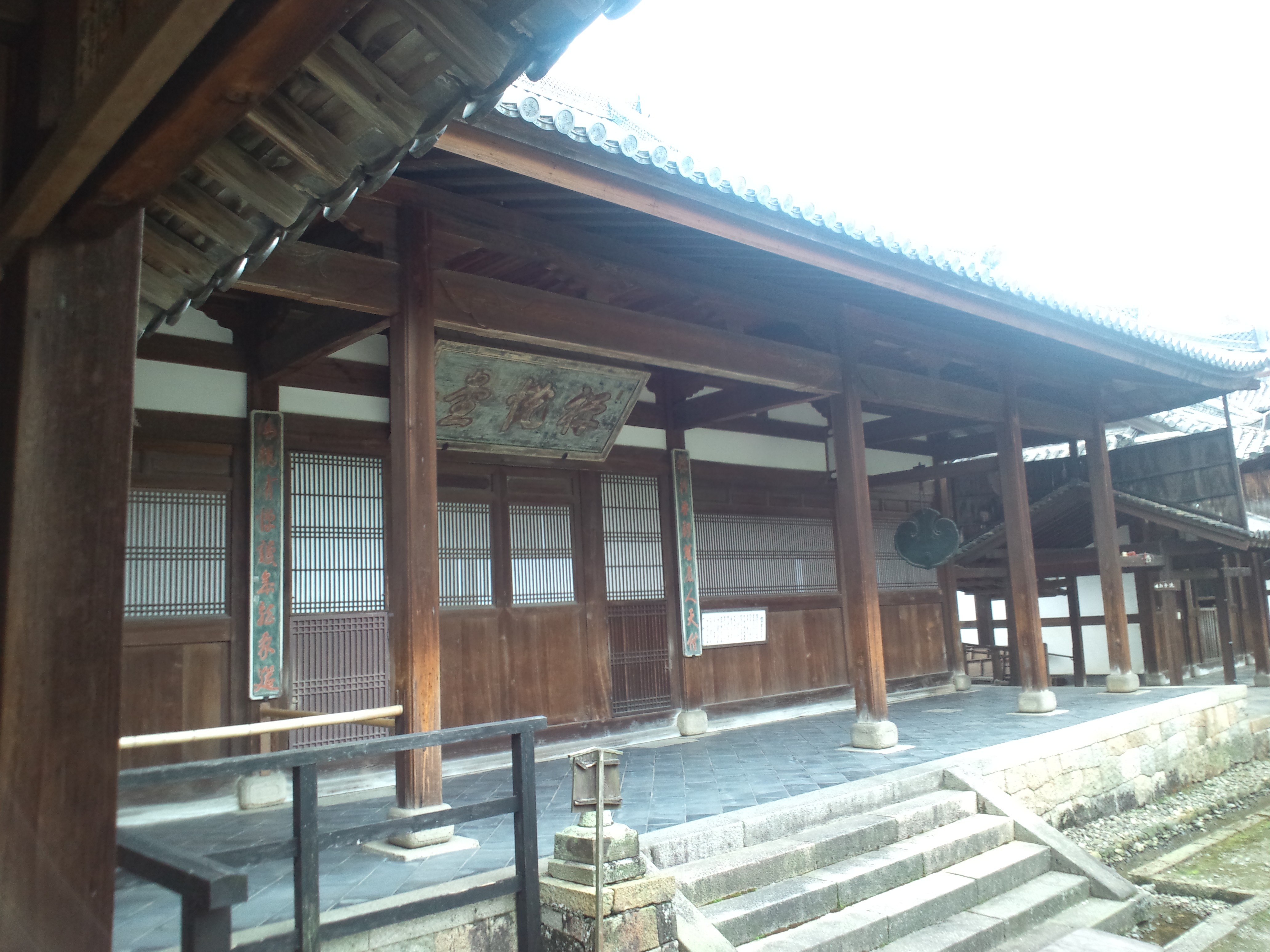
斎堂
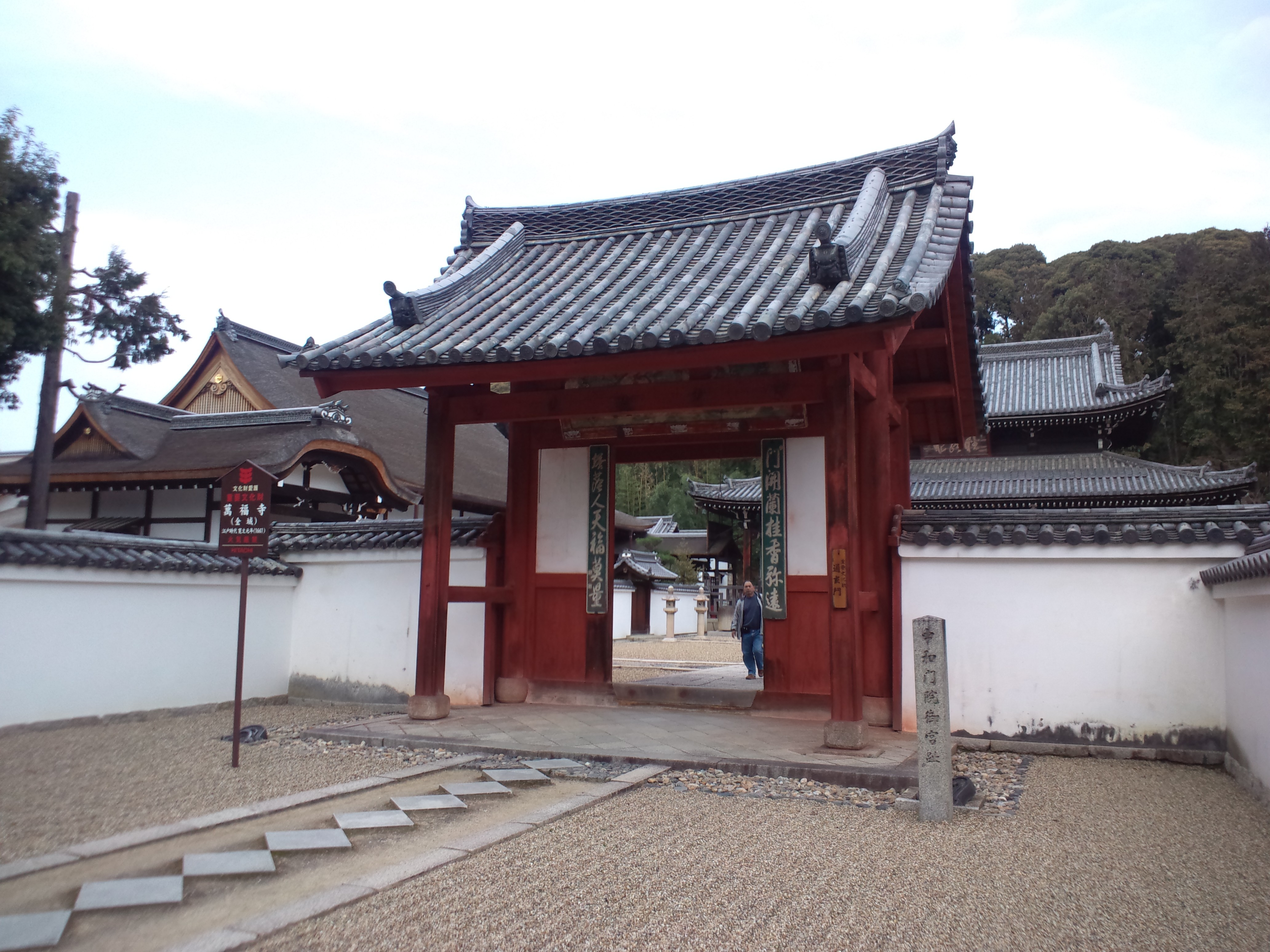
通玄門
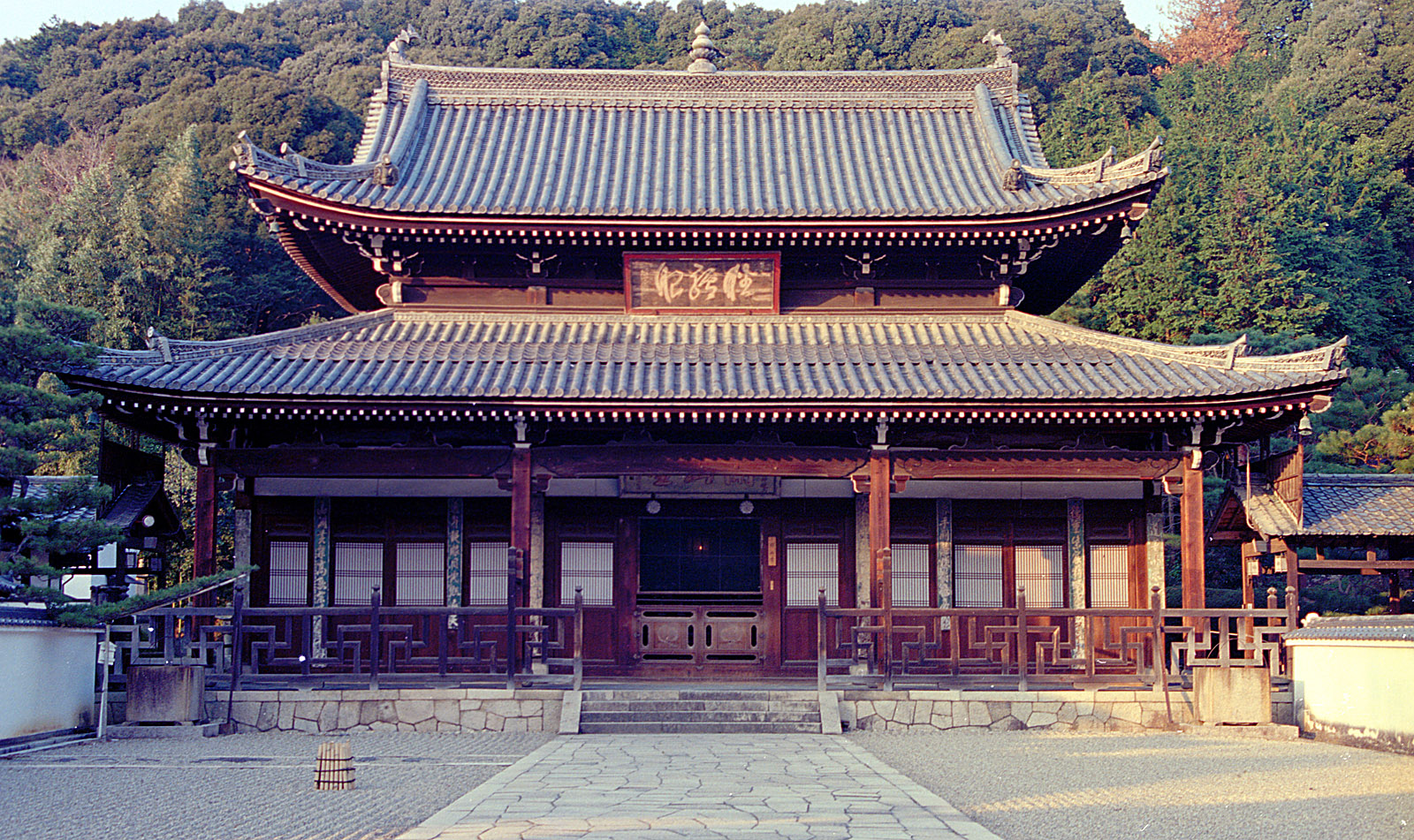
開山堂
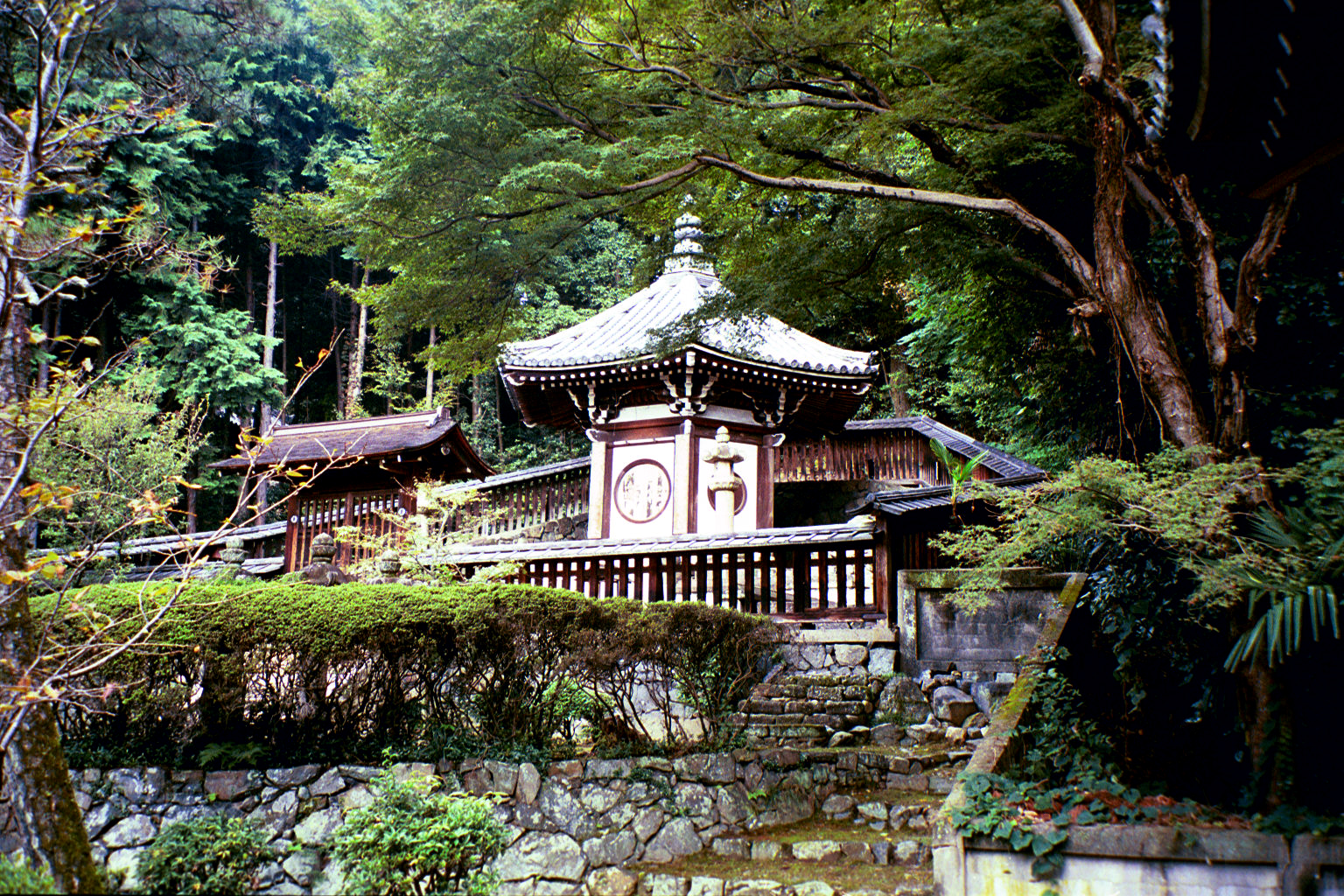
寿蔵
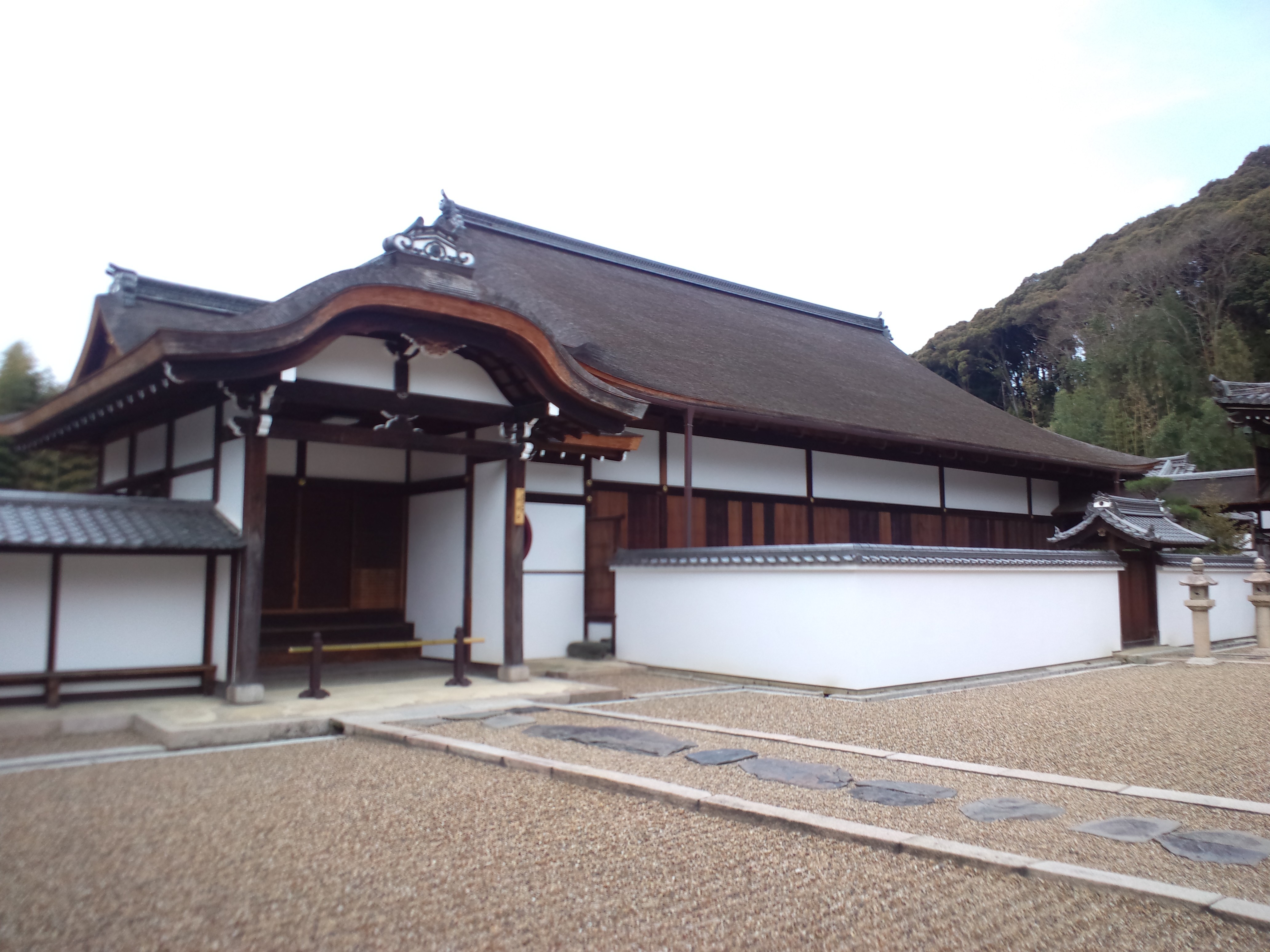
松隠堂客殿

## 文化財

### 国宝
- 萬福寺3棟（建造物） - 2024年（令和6年）12月9日指定[8][9]。
  - 大雄宝殿
  - 法堂
  - 天王殿

### 重要文化財
（建造物）
- 萬福寺 16棟
  - 総門
  - 三門
  - 鐘楼
  - 鼓楼
  - 伽藍堂
  - 祖師堂
  - 斎堂
  - 禅堂
  - 東方丈
  - 西方丈
  - 祠堂
  - 大庫裏
  - 威徳殿
  - 附：廊8棟（法堂前面 - 天王殿左右）、鎮守社、廊棟札、伽藍絵図5点、作事関係文書7冊
- 萬福寺松隠堂 7棟
  - 通玄門
  - 開山堂
  - 舎利殿
  - 寿蔵
  - 客殿
  - 庫裏
  - 侍真寮
  - 附：裏門、宝蔵、鐘楼、廊2棟（開山堂東 - 天王殿北廊間）、石碑亭

（美術工芸品）
- 紙本淡彩 6点 - 池大雅筆。
  - 西湖図 4幅
  - 西湖図 4幅
  - 虎渓三笑図 8幅
  - 五百羅漢図 8幅
  - 瀑布図 4幅
  - 波涛図 1幅
- 紙本著色隠元和尚像 元規筆 隠元自題あり
- 絖本淡彩観音図 1帖（18図） 陳賢筆 崇禎九年の款記、隠元の題字及び賛がある
- 黄檗山木額・柱聯（ちゅうれん）・榜牌（ぼうはい）・同下書
  - 額 40面
  - 聯 44対
  - 榜牌 13面
  - 下書 14幅
- 鉄眼版一切経版木 48,275枚（塔頭・宝蔵院所有）

### 京都府指定史跡
- 萬福寺境内

### 京都府指定有形文化財
- 絹本著色費隠通容像 張き筆 崇禎壬午年六月の自賛がある 1幅
- 紙本著色隠元隆琦像 楊道真筆慧門如沛の賛がある 1幅
- 黄檗開山塔院旧蔵書（隠元隆琦手沢本） 585点
- 鉄眼版一切経（黄檗開山塔院旧蔵） 1,034冊
- 費隠通容墨跡 源流 与隠元隆琦 1巻
- 隠元隆琦他墨跡 黄檗山萬福寺進山法語 1巻
- 隠元隆琦他墨跡 黄檗山開堂法語 1巻
- 隠元隆琦他墨跡 諸和尚西域木謝偈/唐木寄進状 1巻
- 隠元隆琦墨跡 八十自祝偈 1幅
- 隠元隆琦他墨跡 雪中煮茶詩巻 1幅
- 隠元隆琦墨跡 示諸法子孫偈 1幅
- 隠元隆琦墨跡 示元瑶尼偈 1幅
- 隠元隆琦墨跡 遺偈 1幅
- 隠元隆琦墨跡 大殿楽成偈 1幅
- 木庵性瑫墨跡 大雄宝殿楽成上堂巻 1巻
- 木庵性瑫他墨跡 諸師舎利賛和韻 1巻
- 印章 隠元隆琦所用 10顆
- 萬福寺松隠堂庫裏出土品 一括
- 獅子林院開山塔（塔頭・獅子林院所有）
- 天真院 3棟（塔頭・天真院所有）
  - 客殿 1棟
  - 表門 1棟
  - 経蔵 1棟
- 宝蔵院開山塔 1棟（塔頭・宝蔵院所有）
- 萬壽院 4棟（塔頭・萬壽院所有）
  - 客殿 1棟
  - 開山堂 1棟
  - 庫裏 1棟
  - 表門 1棟
- 萬松院開山堂 1棟（塔頭・萬松院所有）
- 龍興院開山堂 1棟（塔頭・龍興院所有）

## 主な行事
- 1月1日～3日　新年法会　正月三が日に行なわれる法要。『大般若経』六百巻が転読され、一年の安寧が祈願され、多くの参拝者で賑わう。[10]
- 4月3日　開山忌　開山である隠元隆琦の祥月命日法要の日。
- 5月8日　厳有忌　開基である徳川家綱の命日に行われる法要。
- 7月13日～15日　盂蘭盆会法要　七月十三日から十五日に行なわれる、三界万霊を供養するための法要。独特の中国風の作法で行なわれ、毎年多くの参拝者が訪れる。[11]
- 7月16日　売茶忌（ばいさき） 萬福寺と所縁が深い、煎茶道の売茶翁の命日に行われる法要で当日茶会も開催される。
- 10月17日～19日　普度勝会（ふどしょうえ）中国の盆行事。華僑の人々が故人を供養するために執り行う施餓鬼行事。
- 11月4日　慈愍忌（じみんき） 開祖隠元隆琦の誕生日に行われる法要。

## 歴代住持
隠元は、中国僧が萬福寺住持を務めるべきと考えており大老酒井忠勝もこれに同意したことから、初代隠元から第13代まで中国渡来僧が代々住持を占めた。しかし、時が経つうちに渡来する中国僧が少なくなり、第14代・第16代・第17代・第19代と第22代から第60代（2007年（平成19年）7月時点）まで和僧が住持となっている。
- 初代 - 隠元隆琦
- 第2代 - 木庵性瑫
- 第3代 - 慧林性機
- 第4代 - 独湛性瑩
- 第5代 - 高泉性潡
- 第6代 - 千呆性侒
- 第7代 - 悦山道宗
- 第8代 - 悦峯道章

## 禅の研修

### 青少年文化研修道場

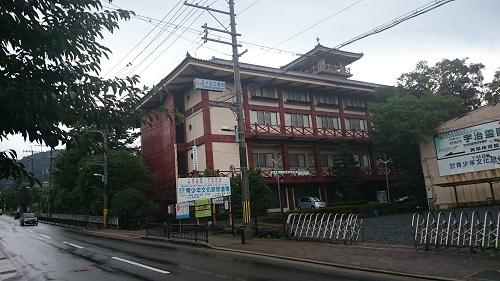
青少年文化研修道場の外観

境内に隣接して一般向け研修施設の青少年文化研修道場を有しており、一般人の坐禅などの修行体験を受け付けている（公式サイト参照）。
また同施設は競走中に違反行為を重ねた競輪選手のペナルティ（「特別指導訓練」と称する）やデビュー前の新人選手に対する研修の会場として使われている。特別指導訓練では5泊6日の期間で行われ、期間中は連日座禅や境内清掃などの過酷な修行が行われ、食事は精進料理のため質素、かつ自転車の練習はもとより携帯電話の持ち込み不可、外部との接触も禁じられるため、選手からは「お寺行き」として恐れられている。

### 禅寺特訓道場
経営コンサルティングや社員教育ポスターの販売を主業務とするモチベーション・アップ株式会社と提携し、「禅寺特訓道場」と称した社員教育を請け負っている。

### 禅大学
坐禅やヨガ、書道、華道、禅僧による講演などからなる、年10回の連続講座「黄檗山禅大学」が教学部によって、2009年より毎年開催されている。

## 前後の札所
都七福神（布袋尊）

## 交通
- JR西日本奈良線黄檗駅・京阪宇治線黄檗駅下車、徒歩5分
- 京都京阪バス 黄檗公園バス停下車